# 和諧式大廈
和諧式大廈（簡稱「HR」）是香港公共房屋大廈的启一種重要的設計，於1987年開始起草，1989年正式發表，在1992年至2009年間所落成的香港公共屋邨大廈及居者有其屋計劃大廈中廣泛採用。

## 大廈設計
和諧式大廈的特點在於採用高度統一的設計，預製組件佔很高比例，包括使用預製樓梯、預製乾牆、預製廚房工作檯、預製外牆面板，以至半預製樓板，大大加快興建過程及減低成本，興建過程如工人把預製組件吊上樓層，再移動至預定位置安裝。
規劃時，可加入和諧附翼大廈與大廈相連，加強靈活性。亦可因應需求而改變單位設計及配搭，以提供不同數量的大、小單位。
此外，所有和諧式大廈均使用統一的指示牌及字體設計系統（主要是名為「房署宋體」的明體，有可能參照當時其他照相排版字體而修改；後期年代實則上與「細明體」相近，甚至採用電腦向量字體），首個版本於1991年7月發表，其後曾修改若干次，所以即使屬同一代大廈設計亦可能會有相異的指示牌及字體。
和諧式大廈於興建期間曾作出大量改動，大致可分為三代。

### 第一代（1989年版）
主要於1992-1996年間落成，而其中1992-1994年間有部份落成的早期／第一代和諧式大廈採用鐵窗設計，包括天耀邨、天祐苑、天瑞邨、廣田邨、大窩口邨、安蔭邨、厚德邨、裕明苑、利安邨及葵盛東邨。房委會於1990年8月通過，其後興建的和諧式大廈必須改用鋁窗；故此在同年8月起動工並於1993年後落成的樓宇（華心邨華冠樓、水邊圍邨疊水樓及富泰邨君泰樓除外），開始引進鋁窗作標準設計。
第一代和諧式大廈的供水、排污及座廁通風喉設於單位露台內，沿用了以往由房委會興建的公營房屋大廈將有關喉管置於室內的作風。廚廁設計方面，所有家庭單位的廚房外均附設露台；而三睡房單位更破天荒採用了廁所與浴室分離的設計，屬香港公共房屋首見。
首批使用此類大廈的屋邨包括小西灣邨、佳翠苑、馬坑邨、龍欣苑、慈正邨、秀茂坪邨、康雅苑、麗安邨、怡靖苑、天瑞邨及天愛苑等。第一代和諧式大廈外牆的窗戶較大，且沒有在外牆設置冷氣機石矢台。其他例子還有麗安邨的和諧1A型、黃大仙下邨的和諧三型。從1995-1996年落成的大廈開始，大廈的外牆物料由沿用多年的「紙皮石為主、油漆為輔」，改為以「油漆為主，紙皮石為輔」。同時，從相若時期開始，外牆的設計亦有改變，從本來的平滑表面改為每層均有直條紋路，並一直沿用至現今的部份非標準設計大廈，此舉原因不明。

### 第二代（1992年版）
主要於1996年至1997年間落成的過渡期／第二代和諧式大廈則在外牆設冷氣機石矢台，窗戶則約縮小大約3份之1；家庭單位方面，客廳窗的面積較大、而睡房窗的面積則較小，但葵芳邨葵明樓及葵正樓、平田邨平信樓、平仁樓、平旺樓及平誠樓、秀茂坪邨秀康樓及秀樂樓、金坪邨以及坪麗苑，則開始採用與第三代設計相近的較大面積的客廳及睡房窗，至於位於廚房外的露台則依然保留，供水、排污及座廁通風喉位置亦與第一代大廈相同。
而第二代和諧一型大廈的1P型單位與第一代相似；三睡房單位方面，第二代的仍保留第一代的浴廁分離的設計，部份屋邨/屋苑（如：金坪邨及坪麗苑）已經開始取消在浴室內浴缸設計，改為採用屏風式企缸設計。
第二代和諧式大廈有：金坪邨、秀茂坪邨秀康樓及秀樂樓、翠屏南邨翠杭樓、翠杏樓及翠榮樓、明德邨、坪麗苑、煜明苑、顯明苑及東霖苑等。

### 第三代（1996、97及2000年版）
自1997年至2002年間落成的後期／第三代和諧式大廈起，供水、排污及座廁通風喉由以往設於露台，改為設於大廈外牆。廚廁設計方面，取消了原設於廚房內的露台，以擴大廚房面積並重新規劃灶台及洗碗盤的位置；而三睡房單位的洗手間由原先的浴廁分隔的設計，改為提供一個設有浴缸的洗手間連同一個不連淋浴設備的洗手間，與1995年起落成的私人參建居屋看齊，並可自行分間一間套房。另外，一、二及三睡房單位的洗手間的洗手盤及座廁的位置對調，並安裝楕圓形洗手盤連木製桌面及長型鏡子。窗戶方面，客廳及睡房窗採用了同一高度的設計，而和諧一型一人單位的廚房窗則縮得比前兩代更小。同時，因為節省建築成本，於大部份屋邨及屋苑取消屬於第三代和諧一型及三型A、C翼尾1B型單位的三角形向外窗台設計，僅有少數於1997至1998年間落成的大廈仍然保留該設計，例如天慈邨、天麗苑、曉麗苑、錦豐苑第一及第二期、石籬邨石泰樓等。
從1998年1月落成的尚德邨及廣明苑開始，位於大廈地下的屋宇裝備房（包括變壓器房等）改用不銹鋼門；至於最後一批在屋宇裝備房採用鐵門的同類大廈，均位於田灣邨，原訂於1997年竣工，但最後延至1998年3月才竣工。
另外，從1997年起進入設計凍結階段（或更改設計）、並自1998年起落成的和諧一型大廈，其緊急發電機房改設於天台，水缸設計亦加高，而樓層標準改為40層（除少部份項目），是為第三代後期版本（即1996/97年版本）和諧一型大廈。首幢第三代後期版本和諧一型為何文田邨景文樓；而擁有最多第三代後期版本和諧一型的屋邨為秀茂坪邨，一共有11座。值得一提的是，興華（一）邨、平田邨其中三座及葵盛東邨其中兩座的和諧一型大廈不是第三代後期版本設計，但緊急發電機房設於天台。
因應新和諧式單位設計於1999年面世，於2001年尾至2003年落成的部份第三代後期和諧式屋邨採用了經改良的單位設計，家庭式單位的廚廁改為與新和諧式相近的設計，單位面積依舊不變，而和諧一型大廈電梯大堂外的平衡陣則改為每層都加設，與新和諧一型相同，是為2000年版本和諧式大廈。此款設計僅可見於富昌邨富悦樓、石籬邨九期、長宏邨一期、鯉魚門邨一期、牛頭角上邨一期、葵盛東邨盛和樓及愛東邨愛寶樓。
第三代和諧式大廈的公共屋邨及居屋屋苑包括有：天慈邨、興華（一）邨、天恆邨（唯一一個不提供一人單位的第三代後期版本和諧一型大廈的屋邨）、田灣邨、尚德邨、天麗苑、曉麗苑、錦豐苑（集齊前後期和諧一型的屋苑）、廣明苑、雅寧苑等。
當中興華（一）邨、葵盛東邨及尚德邨等部份第三代和諧式大廈底部開始設有厚板轉換層結構（英語：Transfer Plate）的設計，下方則設有商場/停車場基座，以提高土地利用的效率。
和諧式大廈的電梯大堂及通道等公用地方較寬敞，所佔的樓面面積較多，因此較後來落成的非標準設計大廈甚至不少私人住宅寬敞。然而，審計署曾經在調查報告中指出，房委會沒有善用土地以獲得最多的實用面積，而此等問題亦在新和諧一型大廈出現（例如上水清河邨所在用地准許地積比為7倍，但最後僅使用了約4倍）。

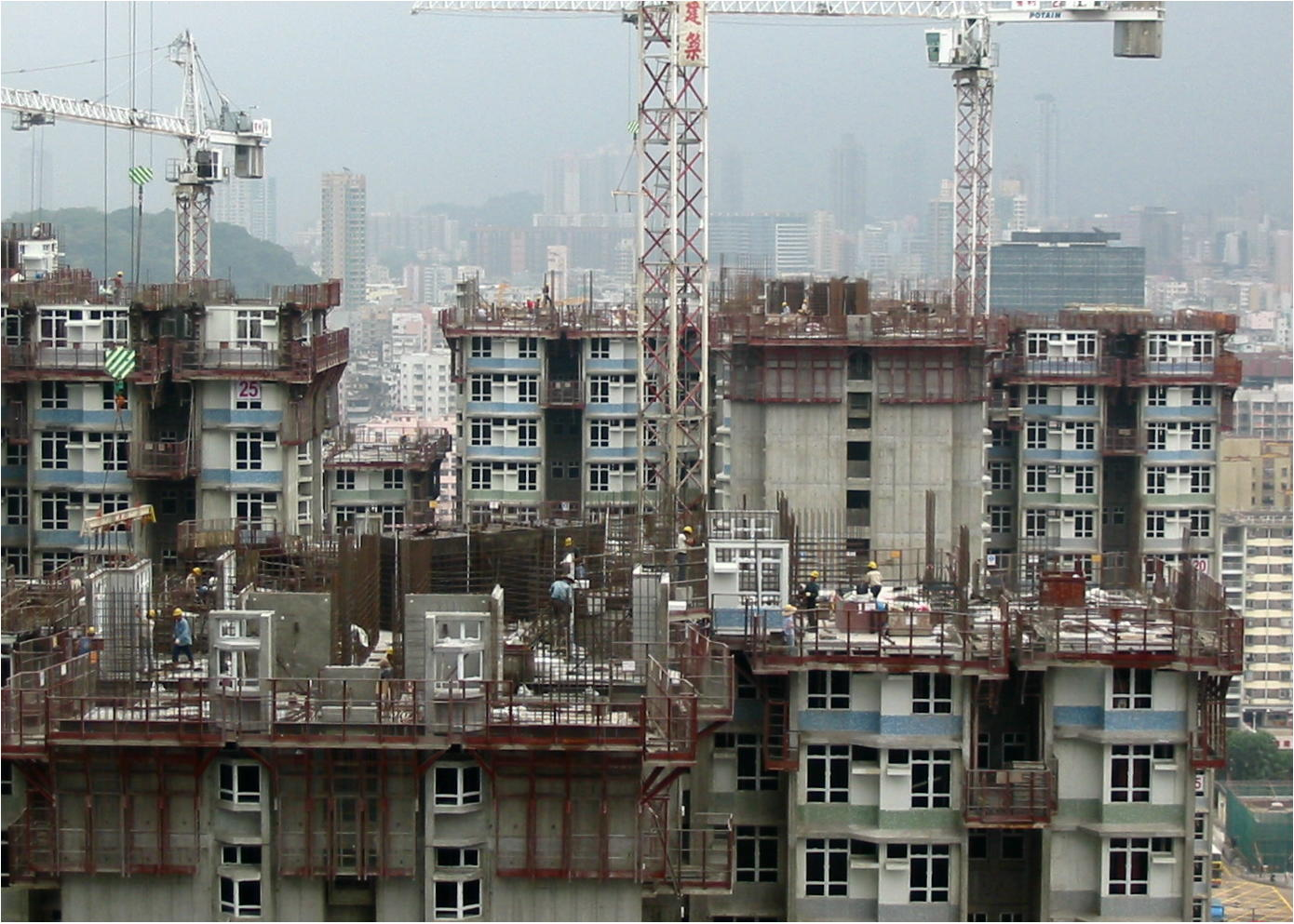
和諧式大廈採用非常高比例的預製組件作興建；圖為興建中的元州邨第二期，屬新和諧一型
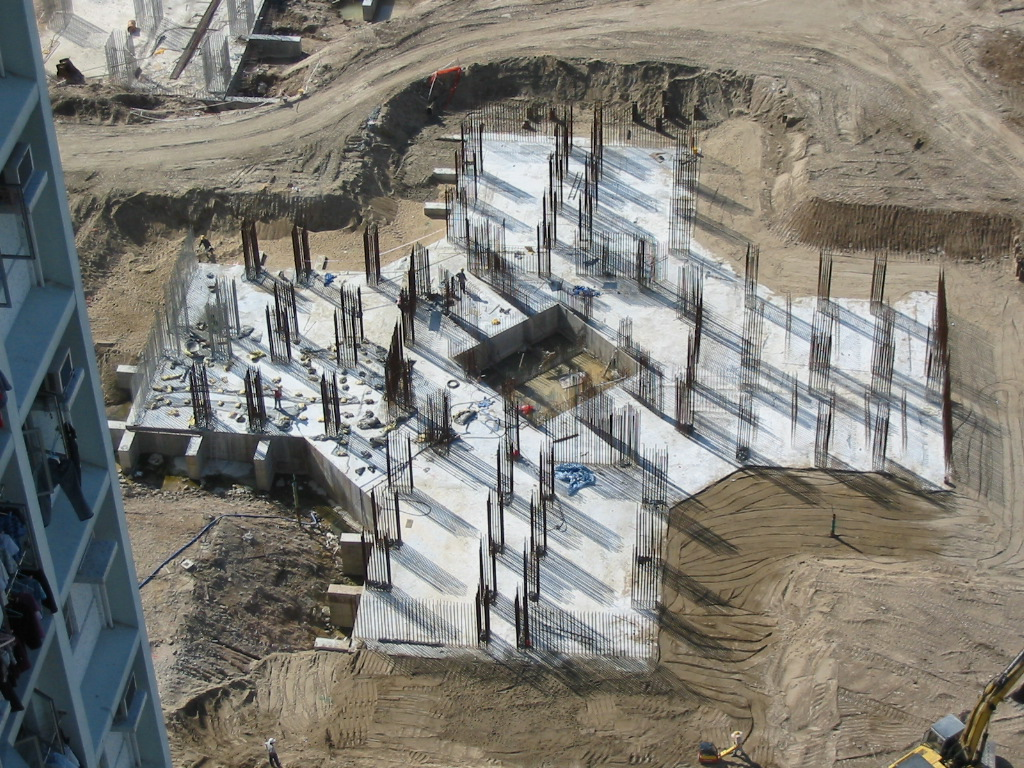
新和諧一型大廈的地基（元州邨，同一類型地基也應用在牛頭角下邨的重建工地。）

## 住宅單位設計
和諧式住宅單位內部採用標準組件式設計，統一家庭單位中廚房、廁所、客飯廳及首個房間的面積，且採用無間隔設計，但單位內已在建議自行間隔房間的地方預設窗戶，住戶可因應需要自行間隔房間。所有和諧式家庭單位均採用統一的廚廁佈局（除第三代因減去露台而有所改動），但大窩口邨的三座和諧一型大廈採用了縮窄的露台窗戶，廚房佈局亦與同期的第一代大廈有分別，為全港唯一有此設計的和諧式大廈。
和諧式單位主要分為單身人士或二人單位（1P/2P）、2/3人單位（2P/3P）、一睡房單位（1B）、兩睡房單位（2B）及三睡房單位（3B），如下表所示。
值得一提，和諧式本以每人享有更多空間作設計理念（每人約10-11平方米），故此和諧式單位整體面積較其它款式的同類型單位更大，尤其是廚房面積。2017年前，2B型單位屬4-5人單位，而3B型單位則為5-7人單位。由於近年土地資源短缺，配合政府提高公屋供應的政策，導致新建非標準構件式單位面積較和諧式同類單位縮減不少，因此房屋署近年嚴格以每人享有7平方米面積作編配標準，令更多2人家庭編配小型單位，而20.13平方米的2人單位只可編配予2人家庭，34平方米的和諧式1B單位在正常情況下則只會編配予4人家庭（但調遷及特快公屋計劃下的3人家庭仍可編配派此款單位），同時將2B型及3B型單位的編配人數幅度收緊。
| 單位類型               | 和諧式設計  | 新和諧式設計 | 編配人數幅度 |
| ---------------------- | ----------- | ------------ | ------------ |
| 小型（1/2P型單位）     | 16.33/17.4  | 17.81        | 1-2人        |
| 2人／3人（2/3P型單位） | 20.13       | 21.69/21.96  | 2-3人        |
| 1睡房（1B型單位）      | 34.44/34.76 | 30.34        | 3-4人        |
| 2睡房（2B型單位）      | 43.26/43.58 | 39.74        | 4-5/5-6人    |
| 3睡房（3B型單位）      | 49.34/52.21 | 49.06        | 6-8人        |

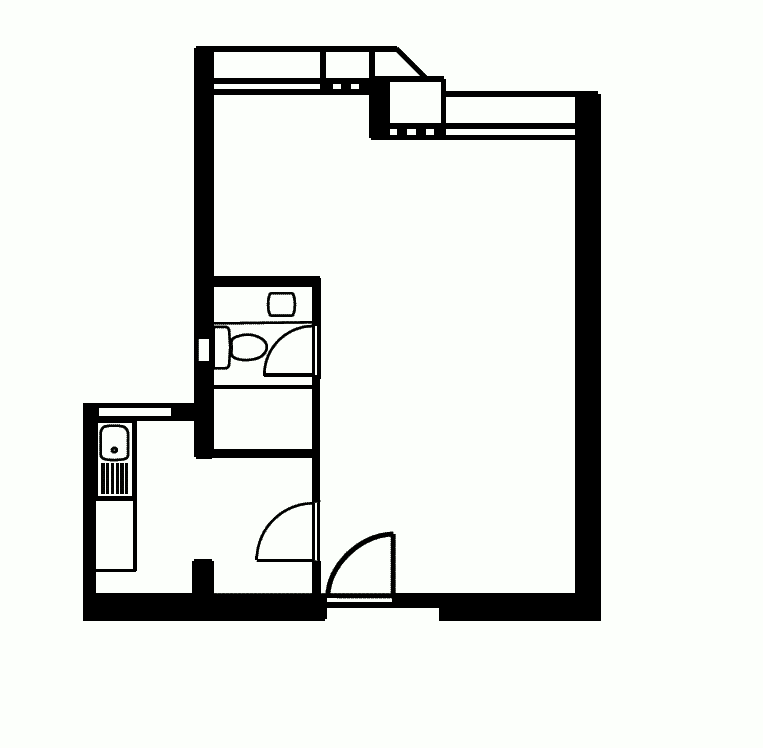
和諧式（第三代）一房單位（不連三角形窗台設計），面積約34平方米
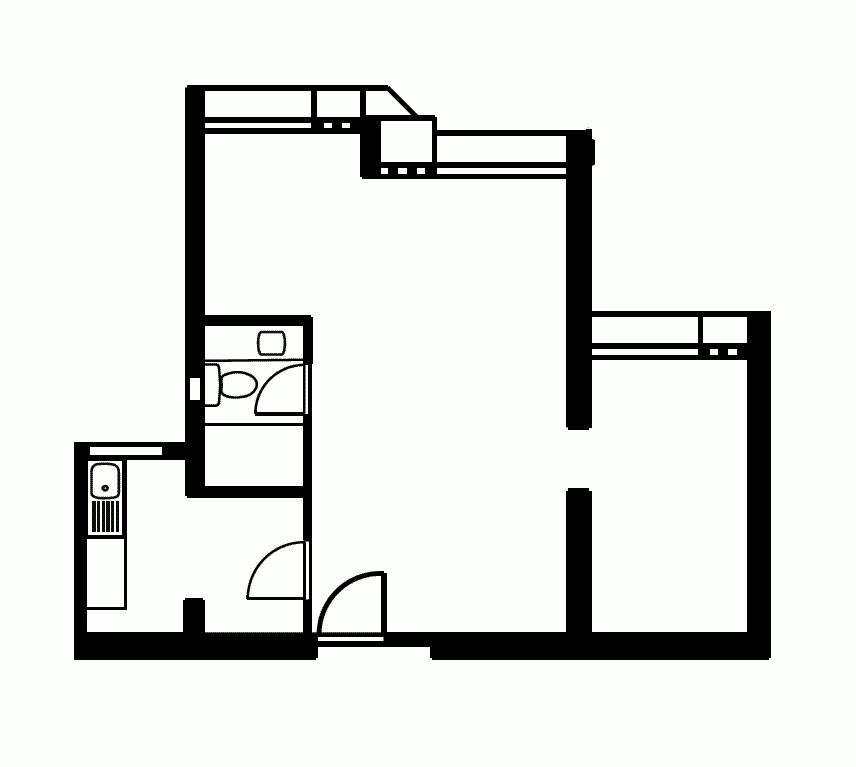
和諧式（第三代）兩房單位，面積約43平方米
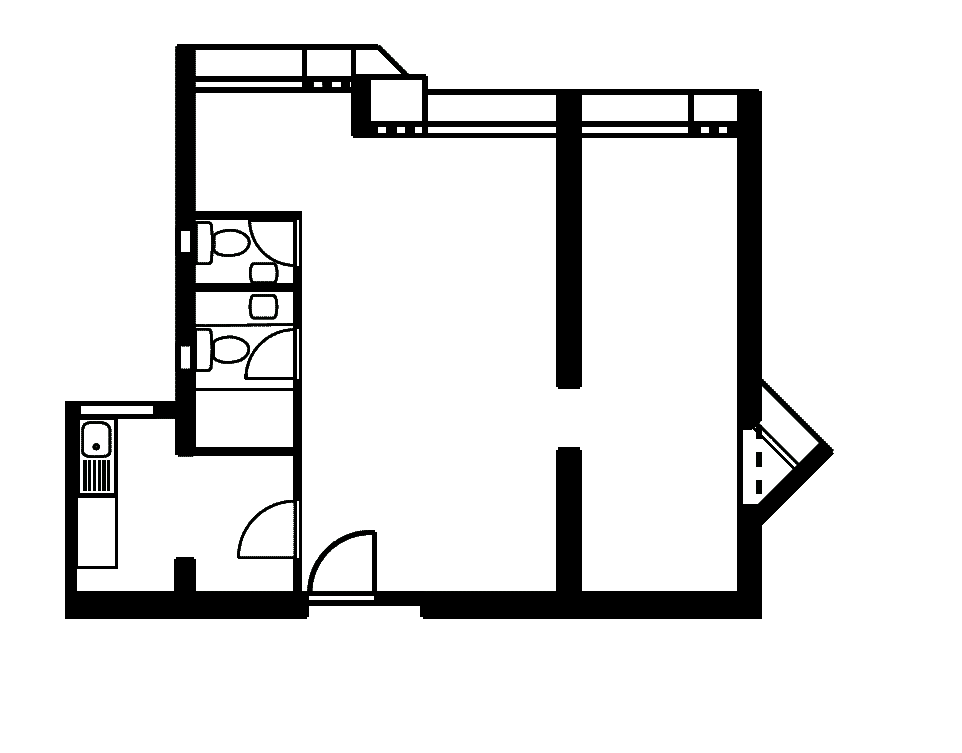
和諧式（第三代）三房單位（第一款），面積約49平方米，僅於和諧一型第五、七及八款翼尾出現
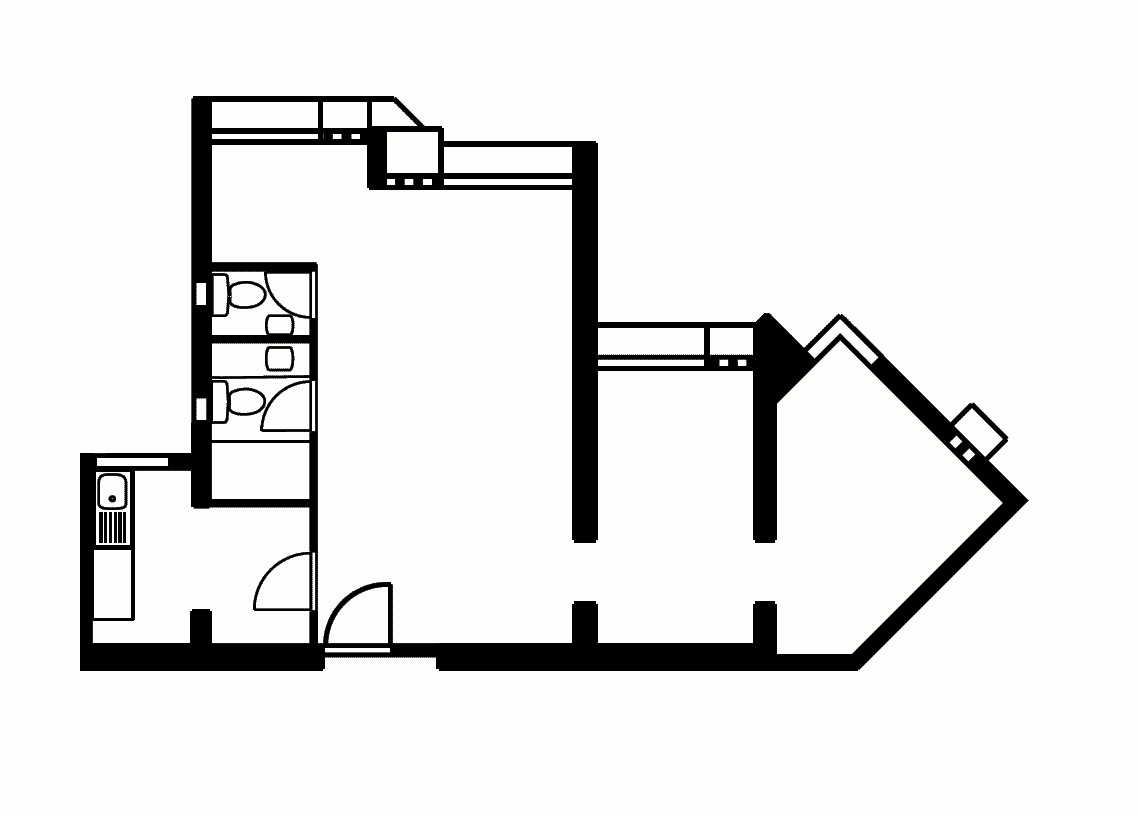
和諧式（第三代）三房單位（第二款），面積約52平方米，僅於和諧一型第七至十款的大廈中間位置出現；主要於居屋大廈採用，僅出現於葵涌邨、秀茂坪邨及天恒邨等少數出租屋邨

## 細分
房屋署在1992-2009年間，主要採用和諧一型或新和諧一型設計，因為它們採用十字型的外型設計，方便屋邨規劃設計，從而令土地的運用更有效率。在和諧式設計發佈之前，出租公屋很少採用私人樓宇及居屋常用的十字型外型設計佈局，其中呈十字型設計的和諧一型予人較為高級的感覺，頗為突破，而和諧式大廈的單位設計及細部設計等元素亦為往後公屋的設計影響深遠，其後興建的非標準設計大廈亦可找到源自和諧式的設計元素。
| 中文名稱               | 英文名稱                     |
| ---------------------- | ---------------------------- |
| 和諧一型大廈           | Harmony 1 block              |
| 和諧一A型大廈          | Harmony 1A block             |
| 和諧二型大廈           | Harmony 2 block              |
| 和諧三型大廈           | Harmony 3 block              |
| 和諧三A型大廈          | Harmony 3A block             |
| 和諧三B型大廈          | Harmony 3B block             |
| 和諧三C型大廈          | Harmony 3C block             |
| 和諧式一人單位附翼大廈 | Harmony 1-person Annex block |
| 和諧式附翼大廈         | Harmony Annex block          |
| 和諧鄉村式大廈         | Harmony Rural block          |
| 特別設計和諧大廈       | Harmony Special              |
| 單方向設計大廈         | Single Aspect Building       |
| 小型單位大廈           | Small Household Block        |

### 和諧一型
和諧一型大廈為十字型設計，標準設計為樓高39層（1992-98年期間建成，高怡邨、東欣苑歡欣閣、梨木樹邨松樹樓、富東邨、 裕東苑賀東閣，喜東閣，啟東閣，新東閣除外）或41層（1998年或以後建成，錦豐苑錦莉閣、長宏邨一期、愛東邨愛旭樓以及海富苑海寧閣、海嵐閣與海韻閣除外），並分為十款（第一至四款於1992-96年落成，第五至十款則由1996年使用至2002年）。由電梯大堂向四邊伸展。每層的單位數目為16個（第三、四、七及九款）、18個（第一、二、八及十款）或20個（第五及六款），視乎所需單位組合而定，每翼有四至五個單位。而每翼又可按情況將最末端的兩個單位建造為3房2廳、2房2廳或附有尖角形窗台的1房單位等不同組合。和諧一型因為其高靈活性，是興建最多的款式 (共295座) ，遍佈除了大埔區、中西區及灣仔區外的十五區。首批和諧一型大廈是1992年11月落成的天水圍天祐苑，而油塘邨華塘樓則擁有最多單位，每層有24個單位，全座共提供960個單位（由第五款設計的翼尾「三睡房單位」分拆成一個「1-2人單位」及一個「2-3人單位」而成）。
公用設施方面，大樓內共設2道緊急走火樓梯和6部升降機，而升降機分為高、中、低層三組（每組兩部）。1995年前落成的大廈於大廈每翼的頂部均設有「抽象化」的鳥翼形石屎裝飾，於1995年左右開始落成的大廈則因為降低建築成本以及開始採用1992年改良版本而取消該裝飾，至於大廈入口及樓梯上方的裝飾及通花磚牆則獲保留至1996年左右。另外，第一代和諧一型於頂樓上方的天面較高，第二代及第三代則略為縮減了高度。在1999年以後落成的和諧一型大廈，高層天台水缸的設計由升降機機房上方，調至機房四側。
此外，和諧式大廈可因應地盤環境而作多種改變，例如華荔邨的兩座和諧一型基座設計成停車場大樓，七樓以下有一半面積改造成停車場的一部份，另一半為租住單位。
新和諧一型自2000年起，逐漸取代和諧一型設計，最後一座落成的和諧一型大廈位於葵青區石籬邨石廣樓，於2002年落成竣工。

#### 和諧1A型
和諧1A型大廈是以和諧一型為藍本而衍生出來的矮化版本，層數約為14至25層，大廈樓宇頂部及樓梯改用和諧三型的設計。此設計主要應用於興建在受機場附帶建築物高度限制的地盤（僅九龍），例如當年位於啟德機場航道以下，每幢大廈只有13層高的麗安邨、14層的白田邨潤田樓、20層的高俊苑及達23層高的樂富邨。
由於層數較和諧一型少，令1A型大廈減少二至三部升降機，且升降機服務不到樓宇頂層，原本規劃作升降機的位置則改為垃圾房及電錶房（採用第三代設計的白田邨潤田樓除外），再將原本劃作垃圾房及電錶房的位置騰出改作住宅單位用途。故此，和諧1A型的單位總數較少，但單位間格靈活性與第二及三代和諧一型大廈相若，而且兩座大廈可選擇於1B單位的翼尾位置相連，相較只能於2B單位相連的和諧一型更有彈性。而隨著啟德機場於1998年關閉，相關高度限制範圍亦已更改，加上近年已經採用非標準設計，此等樓宇亦不再興建，最後一座落成的和諧1A型大廈為白田邨潤田樓，於1997年落成竣工，並為唯一一座採用第三代設計的和諧1A型大廈。

### 和諧二型
和諧二型呈Y字型，樓高37層。每翼每邊各設2及4或5個單位。大樓內共設3道緊急走火樓梯和6部升降機。此類型數量不多，主要集中在觀塘區及新界的葵青區 , 元朗區及沙田區，此型號可見於翠屏南邨、天瑞邨及長亨邨等屋邨，當中秀茂坪邨秀康樓及秀樂樓是全港唯一採用相連設計的和諧二型大廈 , 而位於烏溪沙的利安邨是全港唯一一個全部採用和諧二型大廈的公共屋邨 。
和諧二型大廈每翼翼尾採用了退台式設計，一般樓層的翼尾單位為2B型單位，但最頂兩層的翼尾單位則為1B型單位；另外，1-3樓位於大廈入口對上的兩個單位亦特意留空，變成半開放式走廊，為和諧二型大廈的一大設計特色。和諧二型大廈的電梯大堂延續了Y3型的中空設計，電梯大堂圍繞升降機槽而建，升降機位置與Y1及Y2型大廈相似，上方的樓層可以從中間的三角形天井看到下方的大堂，亦令大堂非常通風。
和諧二型的設計是希望取代1980年代的Y型大廈設計，但因外型龐大且擁有Y型設計低靈活性的先天缺陷，令屋邨規劃缺乏靈活，未能把地盤潛力極大化地發揮出來。所以按統計數據顯示和諧二型由1989年面世開始，為少數負責公共房屋設計的建築師所採用，所以房屋署已經決定率先於1999年5月1日正式淘汰和諧二型設計，而最後一批建成入伙的和諧二型大廈就是位於馬鞍山90區第五期的錦豐苑錦荷閣及錦蘭閣（亦是僅有兩座採用和諧二型設計的居屋大廈）。

### 和諧三型
和諧三型呈T字長型，樓高約15-30層。和諧三型的設計為了取代新長型及相連長型大廈，尤其針對應用於市區/擴展市區的舊屋邨呈長型，並設有高度限制的重建地盤及應用於一些呈長條型的地盤剩餘位置，靈活地把屋邨地盤可建單位極大化。
和諧三型數量不多，設計時最長一翼預設了0度、30度、45度、60度及90度擺動設計；但一般最長一翼是0及90度擺動，幾乎所有和諧三型大廈便是採用此等擺動設計，例子有慈正邨正德樓、橫頭磡邨宏偉樓和嘉福邨福泰樓便有此設計；而全港只有一幢最長一翼呈45度擺動，這就是慈樂邨樂安樓。隨著啟德機場關閉令市區建築物高度限制放寬、完成整體重建計劃、新型的大廈建築設計型號面世等因素，現時不再興建和諧三型，並由新和諧一型、單方向設計大廈及小型單位大廈的逐步取代其。
第一座和諧三型大廈位於藍田廣田邨廣靖樓 , 於1992年11月落成 , 亦是全港首座和諧式大廈。最後一座和諧三型大廈為石籬邨石欣樓，該大廈原本高20層，但因應同邨1-3及8-9座重建戶「原區安置」的訴求，故此在興建時更改設計增加樓層至31層，是和諧三型樓宇中最高的其中一座，其它達31層高的和諧三型為紅磡邨紅暉樓及慈樂邨第三期。
和諧3A，3B及3C型為和諧三型遷就地盤限制的設計；和諧3A型減去其中一翼的兩個翼尾單位，其較矮版本為和諧3C型，和諧3B型則為標準和諧三型的較矮版本；和諧3B及3C型樓高約11至15層，最高可達24層，僅用於少部份受機場附帶建築物高度限制的地盤，例如當年在啟德機場航道以下的白田邨富田樓及裕田樓，及何文田邨和冠暉苑部份大廈；和諧3B及3C型比三型及3A型減少兩部升降機，並將升降機房及水缸改置於頂樓較短兩翼，因此頂樓減少6至8個單位不等，並於頂樓下一層最長一翼近電梯大堂的1B單位旁加設樓梯以通往頂樓單位。

### 新和諧一及三型
1999年1月21日，房委會建築小組委員會通過由房屋署總建築師（設計與標準策劃）Mr. Chris GABRIEL 所帶領團隊設計的新和諧一及三型大廈設計，並規定在2月起動工項目採用（首個動工的項目為清河邨，而首批落成的此型大廈為長宏邨二期，即宏勇樓、宏心樓、宏意樓及宏善樓）。
新和諧一及三型與和諧一及三型的主要分別在於新和諧一及三型有更多小型單位，而非標準住宅大廈設計（如：小型單位大廈及單方向大廈）應該盡可能採用新和諧一型的構件單位；但最終新和諧三型設計始終沒有採用及興建過（僅於啟德1C區項目的概念方案中出現，而最後該計劃終止），而採用新和諧一型大廈的屋邨則有例如彩盈邨、石排灣邨、元州邨、碩門邨、清河邨等。
新和諧型的設計把標準二人單位改變成一種適合編配給二至三人家庭的全新小型單位，從而決解該等單位的不足問題；在第六款大廈每一隻翼的終端，均有編配給二至三人家庭的小型單位。而在新和諧一型設計中，3B型單位一律接近電梯大堂（即原型為一個1B型單位連一個1/2P型單位的一款），並取消了兩個廁所的設計。由於近年香港家庭規模縮小，三房單位需求亦隨之減少，因此大部份新和諧一型大廈均不設三房單位，但有少部分大廈將其中一個1/2人單位歸入鄰近的1B單位成為3B單位，令該等大廈每層伙數比標準設計少一伙，祗有採用此設計的大廈包括葵涌邨綠葵樓、石排灣邨碧銀樓及白田邨麗田樓。
在2006年4月房委會建築小組委員會通過在新和諧一型單位中引入「通用設計」，使老人、弱能人仕、殘疾人仕、孕婦及健全人皆可方便使用單位內所有設施。
此外，於新和諧一型大廈裡，亦引進了退台式設計，但僅屬美田邨及葵涌邨之特別設計，直至非標準設計大廈取代此款設計後，才獲得廣泛採用。
值得一提，絕大部份新和諧一型大廈均於翼尾的2/3P型單位及1B型單位設有梯形窗台，美田邨第一及第二期（美秀樓、美麗樓、美景樓及美致樓）以及葵涌邨第五期（曉葵樓、映葵樓、旭葵樓、雅葵樓及逸葵樓）則採用面積與一般設計的梯形窗台相若的方形窗台，美田邨第三期（美樂樓、美滿樓及美庭樓）採用另一款面積較闊、設三扇窗但不設則窗的方形窗台，另外秀茂坪南邨採用比標準設計更闊的梯形窗台，而元州邨元智樓及元禧樓的兩座大廈互相相鄰的翼尾單位因距離過近而改用上代和諧式的三角形窗台，至於油麗邨第三期（盈麗樓及豐麗樓）、以及碩門邨第一期（健碩樓及美碩樓）則使用面積較淺及較闊的四方形窗台。只有部份與附翼相鄰的2-3人及1B型單位、屬第一款的秀茂坪南邨秀美樓其中兩翼的翼尾單位，以及梨木樹邨翠樹樓及榮樹樓靠近和宜合道的一翼的1B型翼尾單位不設窗台。
而由於「孫九招」的緣故，加上環保上的考量，從2004年起建成的新和諧一型大廈，其公用空間的裝修標準被降格（初期為地面大堂由花崗岩磚改為磁磚；而自2007年起，樓層大堂的裝修亦由磁磚降格為外牆漆），電梯內不一定再採用與居屋具互換性的鏡面設計，直到11年後第二批復建的新居屋（全屬非標準設計大廈），才部份恢復以往的設計水平，但原則上細部設計水準仍不得超越2004-05年間落成的新和諧一型。同時，較後期落成的新和諧一型第六款大廈因四隻翼尾均採用2-3人單位，預計居住人數「較其它款式為少」，所以減少了一部升降機，令樓宇的整體升降機數量只有5部，當中仍舊有2部升降機服務低層，令只服務中層及高層的升降機變為只得1部，當中兩者中間更要共用一部停達二十多層同時服務中層及高層的升降機。此舉令居民等候及乘搭升降機需時甚久，尤其繁忙時間甚為嚴重。使用此升降機服務佈局的例子有元州邨元樂樓及元雅樓、彩盈邨盈富樓、盈安樓及盈順樓及鯉魚門邨鯉隆樓。在此之後，取代新和諧式設計的非標準設計大廈不再限制必須設置雙數數目的升降機，令一座大廈設單數數量升降機的設計、設置同時服務中層及高層的升降機，甚至分設兩個升降機大堂以服務不同樓層的安排變得更常見，藉以降低建築成本及提升大廈設計彈性，從而提供更多單位。
雖然新和諧一型設計隨著秀茂坪南邨在2009年落成而終止使用，但部份非構件式單位設計的非標準設計大廈仍有採用新和諧式設計的1B及2B單位構件，如2011年落成的善明邨及欣安邨，而2012年落成的石硤尾邨第2及5期則成為全港最後一批附有和諧式構件的大廈。

### 附翼大廈
附翼大廈是與和諧式大廈相連的小型樓宇，至今已有和諧附翼大廈一至三型及新和諧附翼大廈一至五型。由於單靠一座和諧式大廈並未有提供足夠的單身人士及小型家庭單位，故此房屋署特別設計附翼大廈。這些單位與主樓共用升降機（新和諧附翼大廈五型另設有一部獨立升降機）及水電等主要設施，但每座附翼都有一條獨立的樓梯及頂樓水缸。附翼在每兩個單位之間的位置都設有坐椅，供乘涼之用，唯部份屋邨已經因不同原因將座椅封閉；而走廊亦設有扶手，單位亦可輕易改裝，供輪椅人仕入住，有1/2P型和2/3P型的標準單位。這些單位設計時特別顧及長者的需要，可供輪椅出入。而碩門邨第一期（健碩樓及美碩樓）則恰好相反，因主樓未有提供足夠的家庭單位，故此附設使用特殊設計的新和諧式附翼大廈，主要提供1B型單位，並同時提供非標準設計的1/2P型單位。
全港首座附翼大廈為大窩口邨富賢樓附翼，於1993年10月落成；最後兩座為碩門邨健碩及美碩樓附翼，於2009年3月落成。

#### 第一代和諧附翼大廈
第一代和諧附翼大廈於1992年發表，共有三個型號，全部只設相同的1-2人單位設計，於1993年至1997年期間落成，標準高度為15-16層，頂樓較遠離主樓的一翼設有退台設計。和諧附翼大廈第一型為L字形設計，每層設有10個單位；和諧附翼大廈第二型為「V」字形設計，每層設有9個單位；和諧附翼大廈第三型為長條形設計，每層同樣設有9個單位，斜放的樓梯成為此款大廈的特色。由於單位的廚廁門全部面向起居室，故此單位並不實用，甫推出便劣評如潮，驅使房屋署著手設計新型的附翼大廈，成為後來的新和諧附翼大廈一至四型。值得一提，由於和諧附翼大廈興建時期極短，故此所有大廈均為第一代或第二代和諧式單位設計，並沒有採用第三代設計的和諧附翼大廈，即使主樓已改用第三代設計亦依舊不變。值得一提，2001年落成的秀茂坪邨秀暉樓屬單方向設計大廈，它採用了此款大廈的單位設計，但單位不設露台，窗戶形式、去水渠位置等亦仿照第三代設計，為全港唯一有此設計的大廈。

#### 新和諧附翼大廈一至四型
新和諧附翼大廈一至四型於1995年發表，為基於第一代和諧附翼大廈改良而成的新設計，主要改動是與相連的和諧式大廈共用屋宇設備、加設警報系統，並接駁至主大廈之警衛室以及面積由17平方米增至22平方米，從而將每座大廈的標準高度由15層增至為21層。因應2人家庭反映1-2人單位面積過窄，故此新和諧附翼大廈除了改良原有的1-2人單位設計的廚廁使其更實用外，亦設計了一款全新的2人單位，面積約20平方米，專供2人小家庭入住。新和諧附翼大廈一型從未曾出現過；第二型為採用2人單位的L字形大廈設計，每層設8個單位；第三型為採用1-2人單位的長型設計，可選擇每層設7個或9個單位；第四型為改用1-2人單位的第二型設計；建築師可按地盤限制及項目對不同大小單位的需求，從而選擇興建附翼的款式。新和諧附翼大廈一至四型於1998年至2002年期間落成，而所有新和諧附翼一至四型大廈均採用了第三代設計並不設露台。

#### 新和諧附翼大廈五型
新和諧附翼大廈五型於1999年與新和諧一型同時發表，並於2003年至2008年期間落成。房委會為進一步滿足社會上對小型單位不斷上升的需求，以及改善舊有附翼大廈的設計，藉此款大廈大量增加二及三人單位的興建數目。新的1-2人及2-3人單位在設計上較第二代大廈更趨統一，室內樓面面積面積亦較前代增加百分之十。1-2人單位面積增加至17.4平方米，而2-3人單位則增至21.69平方米，並改良廚廁設計，使1-2人單位有足夠空間平排擺放兩張單人床，而2-3人單位住戶有足夠空間去分間一間房間，較上代設計更實用，而此款單位亦可配備於新和諧一型主樓翼尾，成為新和諧一型第六款。大廈走廊仍然設有扶手，但取消了座椅。因應老年住戶普遍不願入住附翼大廈，使附翼大廈住戶越趨年輕化，所以新和諧附翼大廈五型標準樓高較先前的設計大大提高，達到36層。為了符合消防處的規例，大廈設有一部停所有樓層的消防升降機。大廈為T字形設計，每層有11個單位，建築師可以因應需要而選擇興建1-2人單位或2-3人單位。另外，葵涌邨第五期（曉葵樓及逸葵樓）的新和諧附翼大廈五型是全港唯一有退台式設計的附翼大廈，而合葵樓的附翼則為全港唯一同時設有1-2人單位及2-3人單位的附翼大廈。

### 鄉村式大廈
鄉村式大廈是特別為鄉郊地區而設計，單位仍是和諧式設計。雖有三款統型大廈設計，但大廈不同部份的高度及單位位置可因應地盤及環境設計而作出修改，每座只有4-6層，可作為出租公屋、可租可買大廈或居屋，如赤柱馬坑邨、坪洲金坪邨、長洲雅寧苑等。
鄉村型大廈外型因地盤環境而不同，樓高與附近環境配合，只高4至10層不等。第一型設計為十字長型，其中相連的兩翼短翼為單向設計；第二型設計放棄其中兩翼為單向的設計，在原有的十字造型基礎上連接1－2個L形的翼，外形類似於兩個相連的倒S形；第三型設計則類似十字長型連家庭式單位附翼，附翼可以因應地盤特性而選擇相連於兩隻設有1B單位的翼尾之一。

### 單方向設計大廈
單方向設計大廈是為了解決噪音問題而設計，面向噪音源頭一方不設單位，只設走廊、樓梯及升降機大堂。單方向設計大廈沒有固定的設計，會根據地盤的大小而決定，單位大多數仍是標準和諧式設計；但可因應樓宇設計而作出少量修改，例如梨木樹邨葵樹樓的特別設計小型單位。
除錦泰苑及愉翠苑的早期設計方案（唯最後改用單向設計康和式大廈）外，此類型大廈僅出現於出租公屋項目內使用。
由於此類大廈的獨特設計導致建築成本極高，所以興建數目不多，往後所興建的公屋項目亦由更靈活的非標準設計大廈取代。

### 小型單位大廈（和諧式單位／新和諧式單位設計）
小型單位大廈原本有自己的標準單位設計，為解決獨居或與配偶同住的長者及輪椅人士的住屋需要，一款針對長者及輪椅人士需要的小型單位大廈設計在1994年面世，這類大廈設有標準的單位，但沒有固定結構形狀設計（不過據房委會官方平面圖所示，亦有八款標準設計，只是每款僅興建了一座），然而規劃這類大廈時、一般都會按照地盤形狀大小及方向去設計，而小型單位大廈很多時在現有屋邨／社區剩餘／邊緣空間的小型地盤，以「見縫插針」的方式加建，所以房屋署也普遍在小型單位大廈下方的基座為現有屋邨／社區提供他們正所欠缺的社區設施，如社區會堂、商舖、不連裝修的社福機構單位、天橋、升降機塔及上落山通道等設施，借新工程以彌補原邨社區的不足。
由於小型單位大廈的興建往往涉及很多不同政府部門，加上設計必須因地制宜，故此房屋署通常將大部份的小型單位大廈都委託聘請給私人建築師事務所，然後按房屋署標準規格及標準單位設計去設計；後期房署則偏向採用附翼大廈及和諧式的單位設計大廈，會根據地盤的大小而決定；向高噪音道路或鐵路一邊，更有單方向設計。另外，小型單位大廈多設有兩個獨立電梯大堂，分別供低層長者住屋及高層獨立單位住戶使用，當中石蔭邨勇石樓更設有四個獨立電梯大堂，令兩批住戶各有兩個電梯大堂可供使用。由於此類大廈主要照顧長者及輪椅人士而需要更高而嚴格的建築要求，其引伸出的獨特設計導致建築成本極高，因此往後房屋署已不再興建獨立的小型單位大廈，改為在非標準設計大廈設置更多小型單位，而全座均為小型單位的非標準設計大廈目前只有油麗邨信麗樓、蝶翠苑、長青邨青蘭樓及業旺邨業和樓四座大廈。
部份小型單位大廈不僅為住宅，大廈基座更可以設有各種設施及用途，例如何文田邨雅文樓及欣文樓下方基座設有香港房屋委員會總部辦公大樓第4座，內有房委會會議廳、房委會展覽中心、辦公室、職員圖書館、職員餐廳、職員行人天橋等設施；黃大仙上邨昭善樓及溢善樓下方基座則設有大型商場黃大仙中心北館及黃大仙港鐵站入口等設施；慈安邨重建計劃第三期（現慈樂邨樂歡樓）、愛秩序灣第四期（現愛東邨愛寶樓）、梨木樹邨重建第四期（康樹樓）及將軍澳尚德邨第九期（尚美樓）等大廈是連同社區會堂一併興建；另外葵盛東邨第七期（盛和樓）的低層更設有長者健康中心。後來更加入自然通風及自然採光等元素於大廈建築設計當中，再演變成今日的非標準設計大廈及構件式單位出租公屋／居屋設計藍本，但交樓標準與新和諧一型大致類同。

### 長者住屋
長者住屋為與和諧式大廈及小型單位同期出現的單位設計，其最初是為單身長者申請人而設。至九十年代末期開始，由於公共租住房屋申請人偏好獨立單位，故「長者住屋」的空置率一直高企。因此，房委會在2000年通過停止興建「長者住屋」，並在2001年全面放寬入住「長者住屋」的年齡限制，以期把空置的「長者住屋」盡量租出。其後，有見這類院舍式住所的需求逐漸縮減，房委會遂於2006年起實施逐步轉型計劃，把空置率偏高的一型設計「長者住屋」改建作其他用途。為便利改建過程，自2009年起房委會已停止編配一型設計「長者住屋」單位。現時，房屋委員會已沒有提供只供長者入住的特別住屋單位。
長者住屋分為三款：利用和諧式大廈低層單位分間而成的一型、建於商場平台或停車場上的二型及設於小型單位大廈低層的三型。當中三類單位都設有家居安全警報系統(平安鐘)、消防花灑系統、防滑地磚及煙霧/熱力感應系統，於公共地方亦設有扶手，二型及三型單位更設舍監服務。三類單位當中，只有三型設有獨立廁所，一型及二型單位均需每2-3個單位共用一個廁所。一型單位客廳由2-3個單位共用，而二型及三型單位的客廳、休息室等設施則由全層共用。因大部分設施需要共用，因此亦容易引起住戶間的不滿。
由於長者住屋需要共用廚廁，單位亦非常細小，因此不受公屋輪候者歡迎。即使房委會自2009年起已停止編配一型單位，但為提高公屋供應量仍然將二型及三型單位視為一般公屋單位並編配予一至二人正常輪候者，因此即使會被扣減一次編配機會仍有大量獲派長者住屋的輪候者拒絕有關編配，造成不少二型及三型長者住屋單位被丟空。相關問題曾經見報，申訴專員公署更於2022年主動調查有關問題。根據申訴專員公署調查報告，於2021/22年度有高達97%輪候人士拒絕長者住屋編配，而二型及三型的空置率亦分別達15%及9%，遠高於其他公屋單位。至於早已停止編配的一型單位及屬長者住屋前身的「改建一人單位」，由於房屋署須待單位内所有住戶遷出方可還原單位作一般家庭單位，因此有大量房間長年被丟空。根據申訴專員公署調查報告，約有八成一型設計單位及接近九成「改建一人單位」內分間房間的空置期超過十年或以上。此外，截至2023年3月底，一型設計單位及「改建一人單位」便分別有96%及100%的單位只有一戶租戶居住，即幾乎所有單位均是由一戶租戶佔用。結果改建單位的過程十分漫長，以致一直以來這兩類型單位的空置率持續高企。
就擁有獨立建築的二型及三型設計而言，採用二型單位的大廈除舍監宿舍外所有單位均面向天井，因此從外觀看只能看見樓梯及廚廁窗戶，而大廈從高空可見數個四邊形或六邊形天井，少至慈樂邨的三個，多至白田邨的六個，升降機大堂則設於大廈側邊中段。至於採用三型單位的大廈當中，僅有慈正邨及雍盛苑為建於停車場上蓋的獨立大廈，其他均設於小型單位大廈低層。慈正邨採用了單一天井設計，大廈呈口字形，部分單位向天井，亦有部分向外，公用空間設於面向慈雲山道一邊，升降機大堂則設於面向慈雲山道的兩個轉角處；雍盛苑採用了H形設計，單位分佈於兩翼，升降機大堂則設於橫翼。

### 停建和諧式、服務設施大廈及小型單位大廈中的長者住屋
由於長者住屋租戶需要與其他的租戶共用設施（如：廚房及廁所），所以普遍不受長者歡迎；加上長者住屋比起獨立小型單位更不符合成本效益，因為長者住屋單位面積細，所以要提供額外的舍監服務及其他共享設施，如：休息室，共用廚房，共用廁所，共用浴室及洗衣房等等。所以房委會建築小組委員會在2001年1月12日決定，將6個當時還在建築中的長者住屋項目，包括華荔邨一期、頌安邨五期、富昌邨三期、健明邨一期及石排灣邨重建第一期的長者住屋單位需在建築期間修改圖則設計，還原為普通單位出租。最終現時以通用設計的方式，令長者可以居於獨立廚廁單位，減少居民間的爭執及減低運作成本。

## 圖片庫

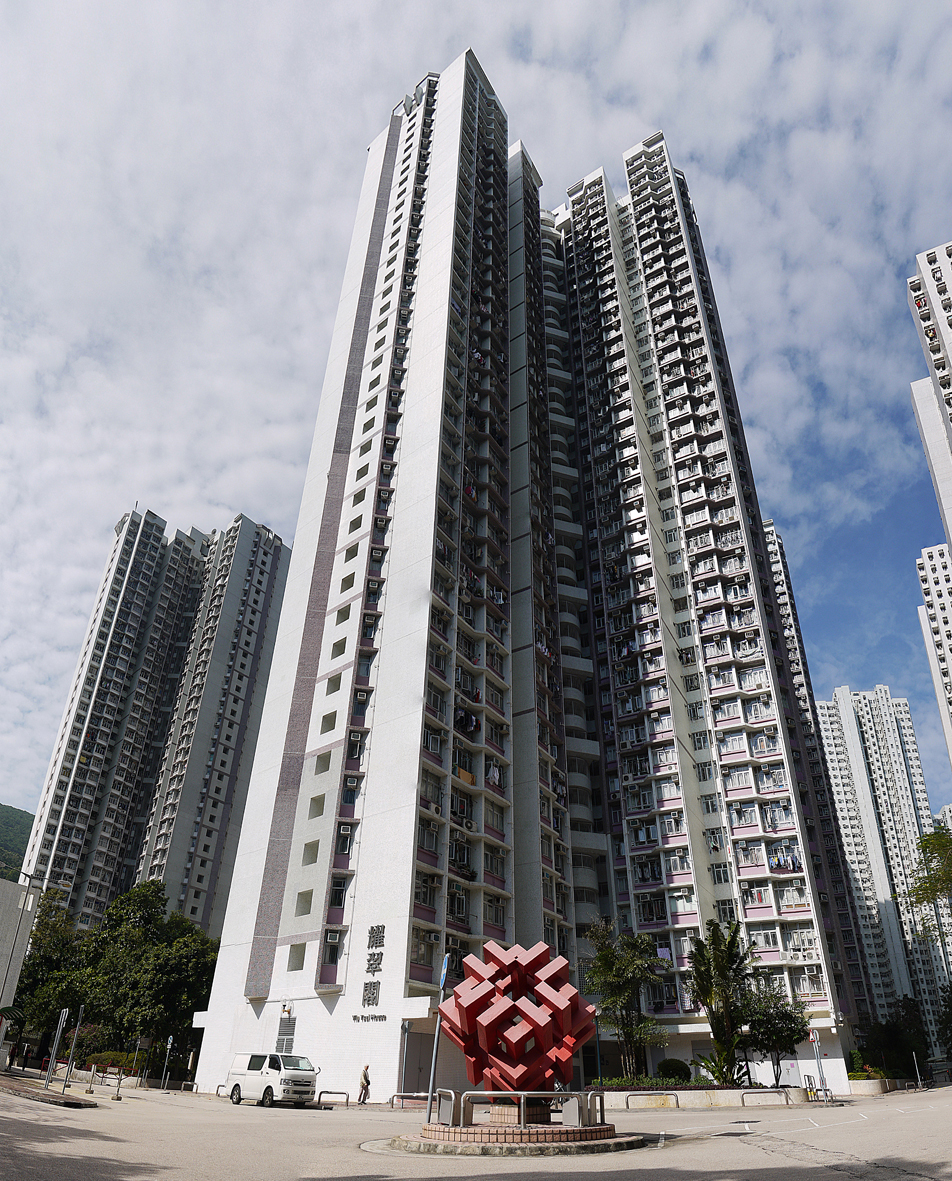
佳翠苑為港島區首個和諧一型居屋屋苑
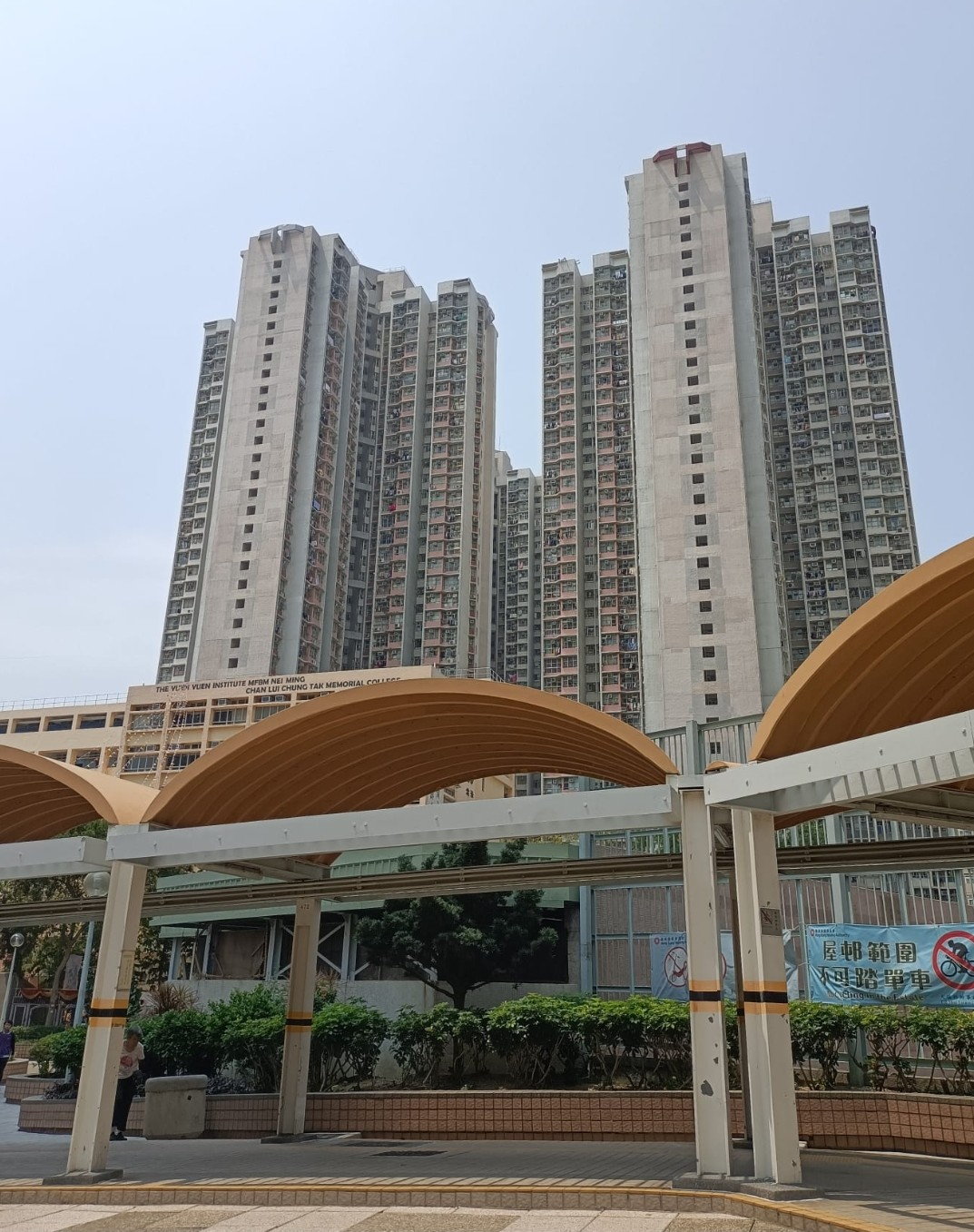
天瑞邨的和諧一型大廈
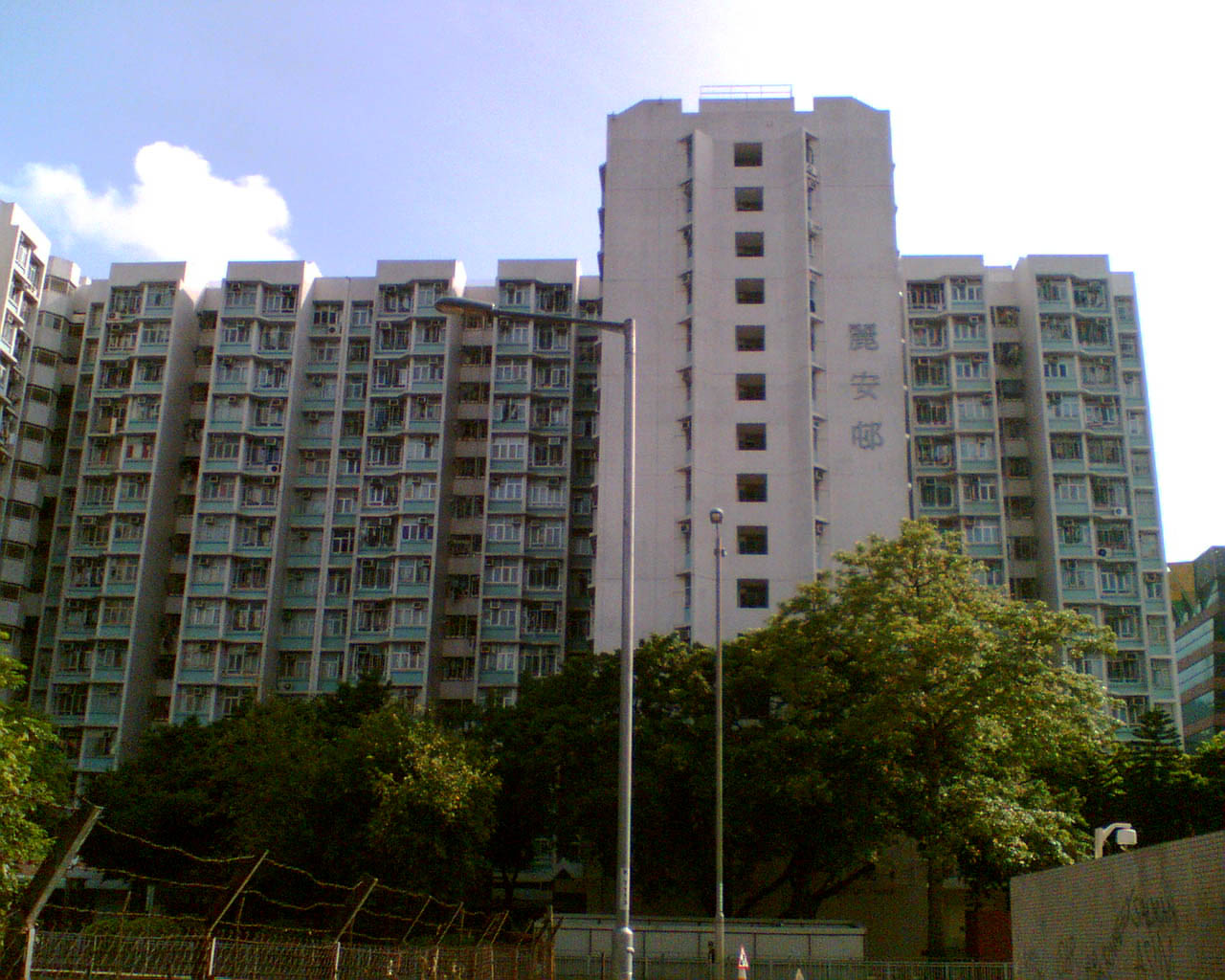
麗安邨的和諧一A型
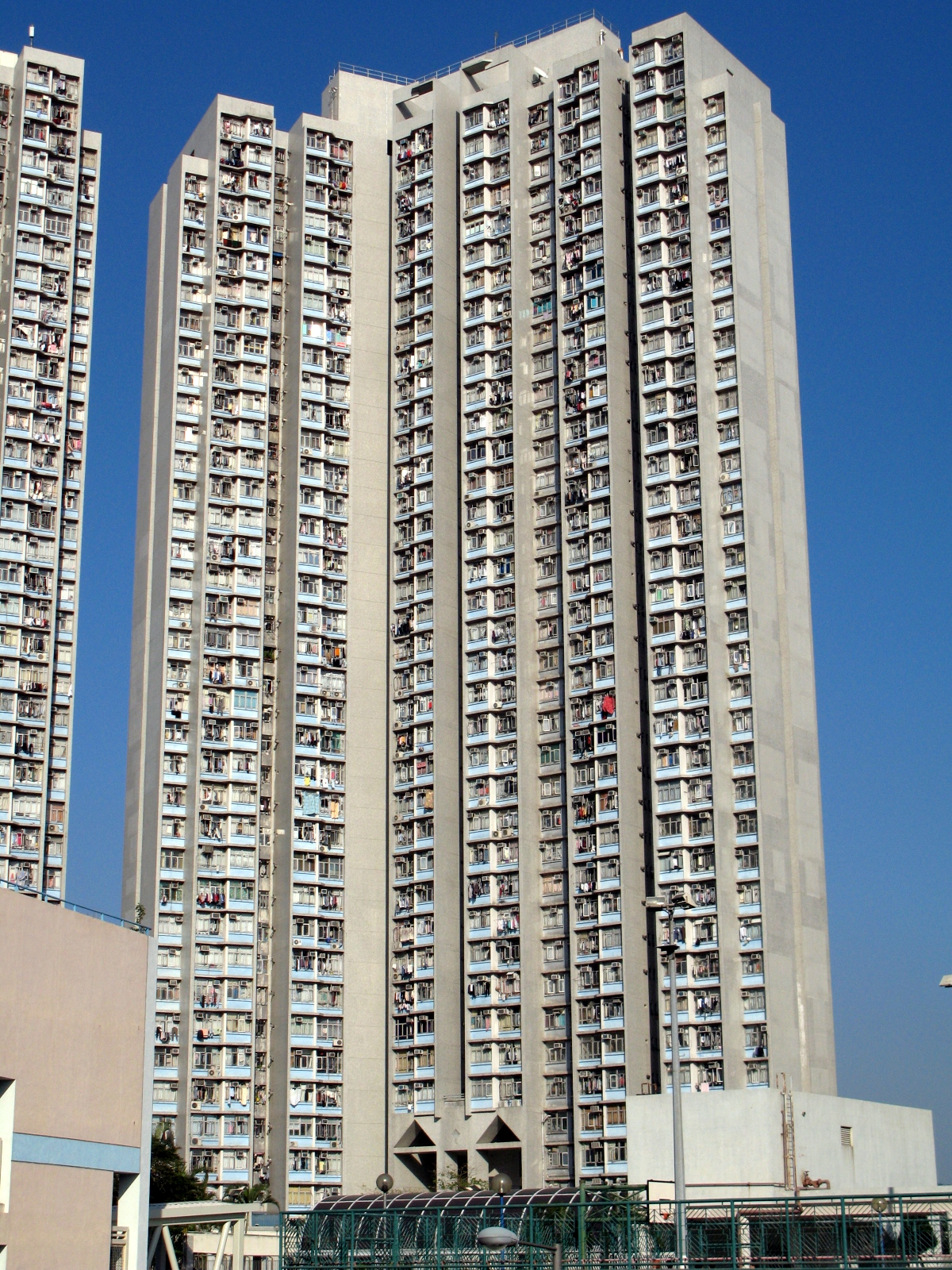
長亨邨的和諧二型大廈，翼尾退台為和諧二型的標準設計
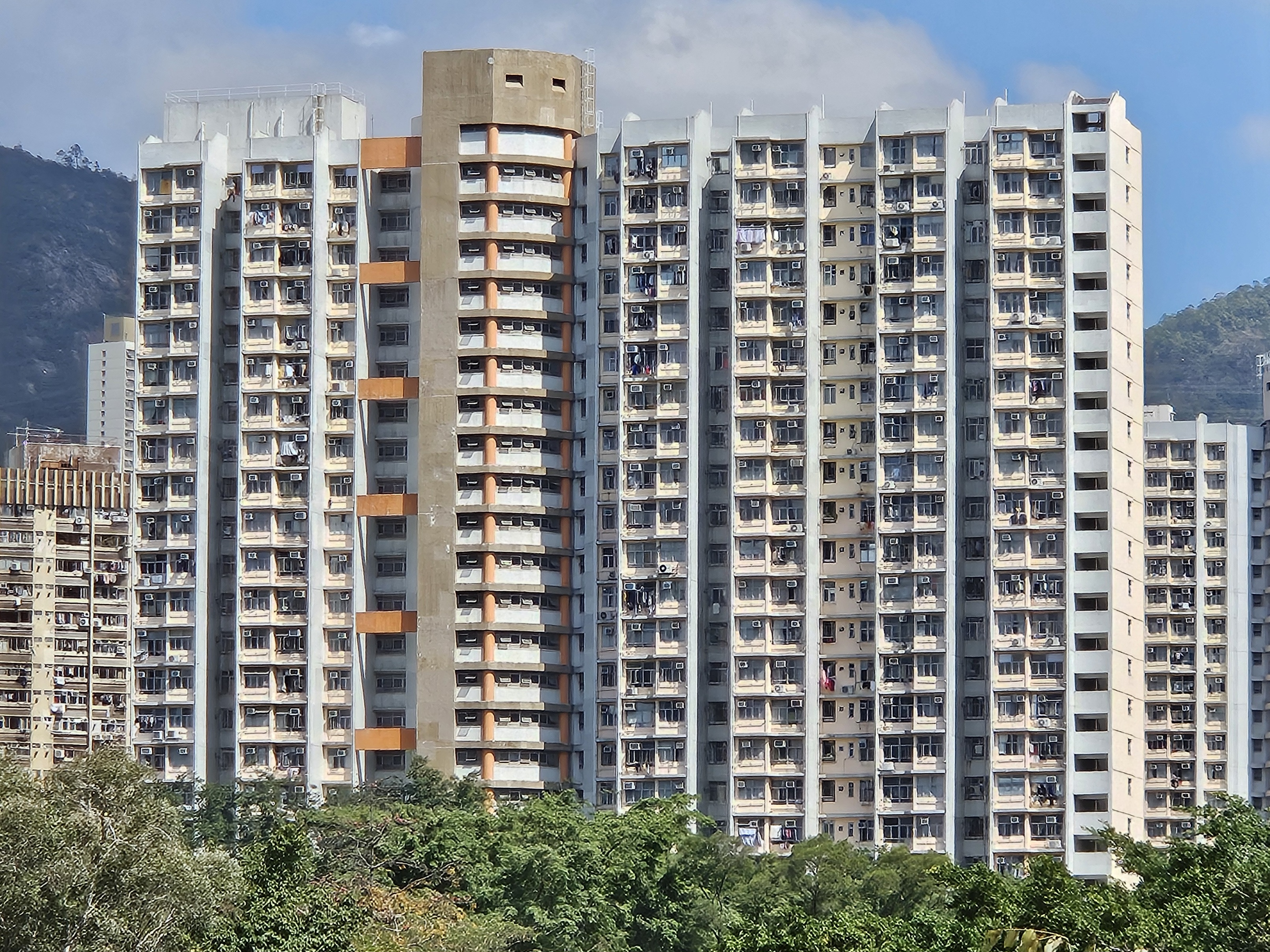
黃大仙下（二）邨的和諧三型大廈
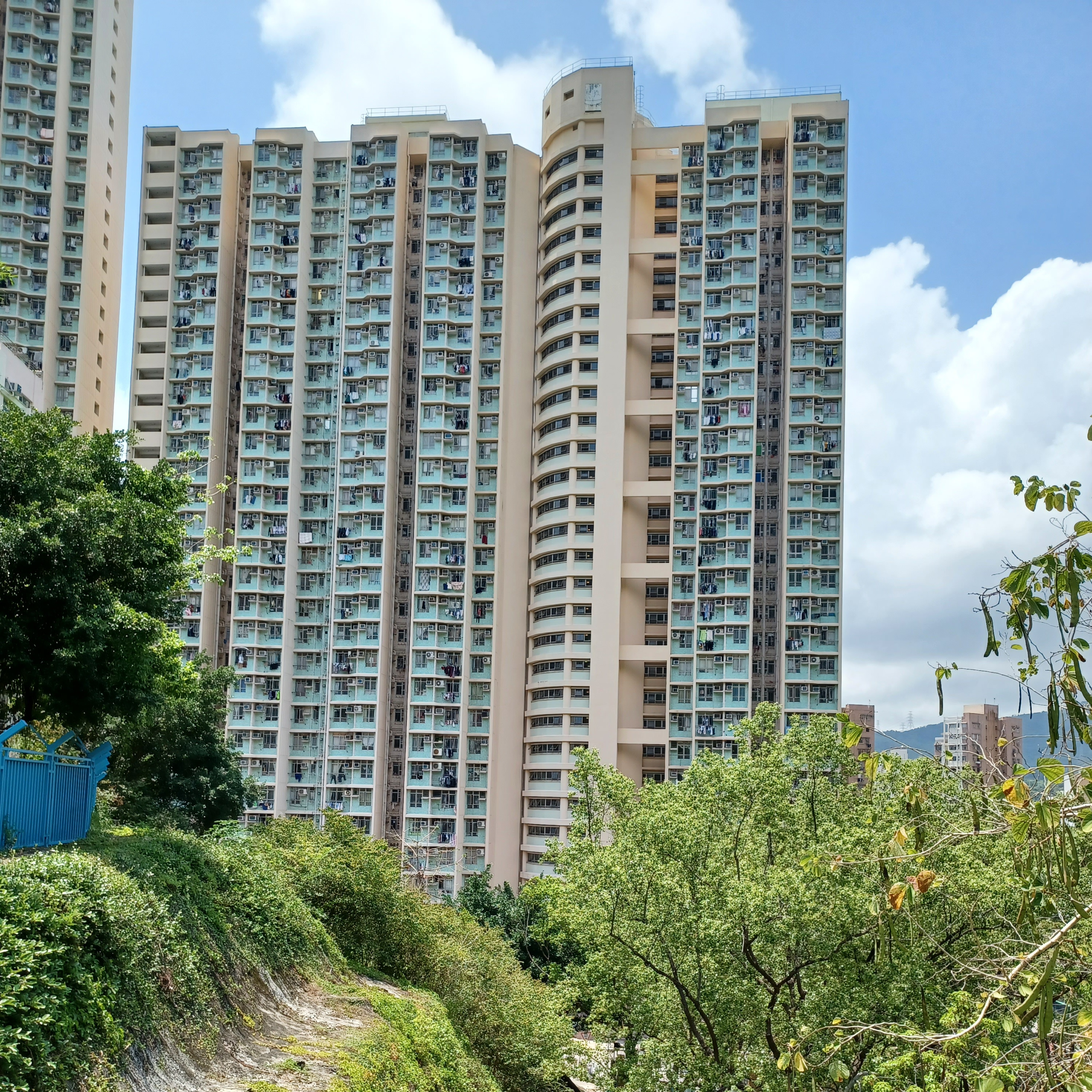
石籬（二）邨的和諧三型大廈—石籬（二）邨石欣樓
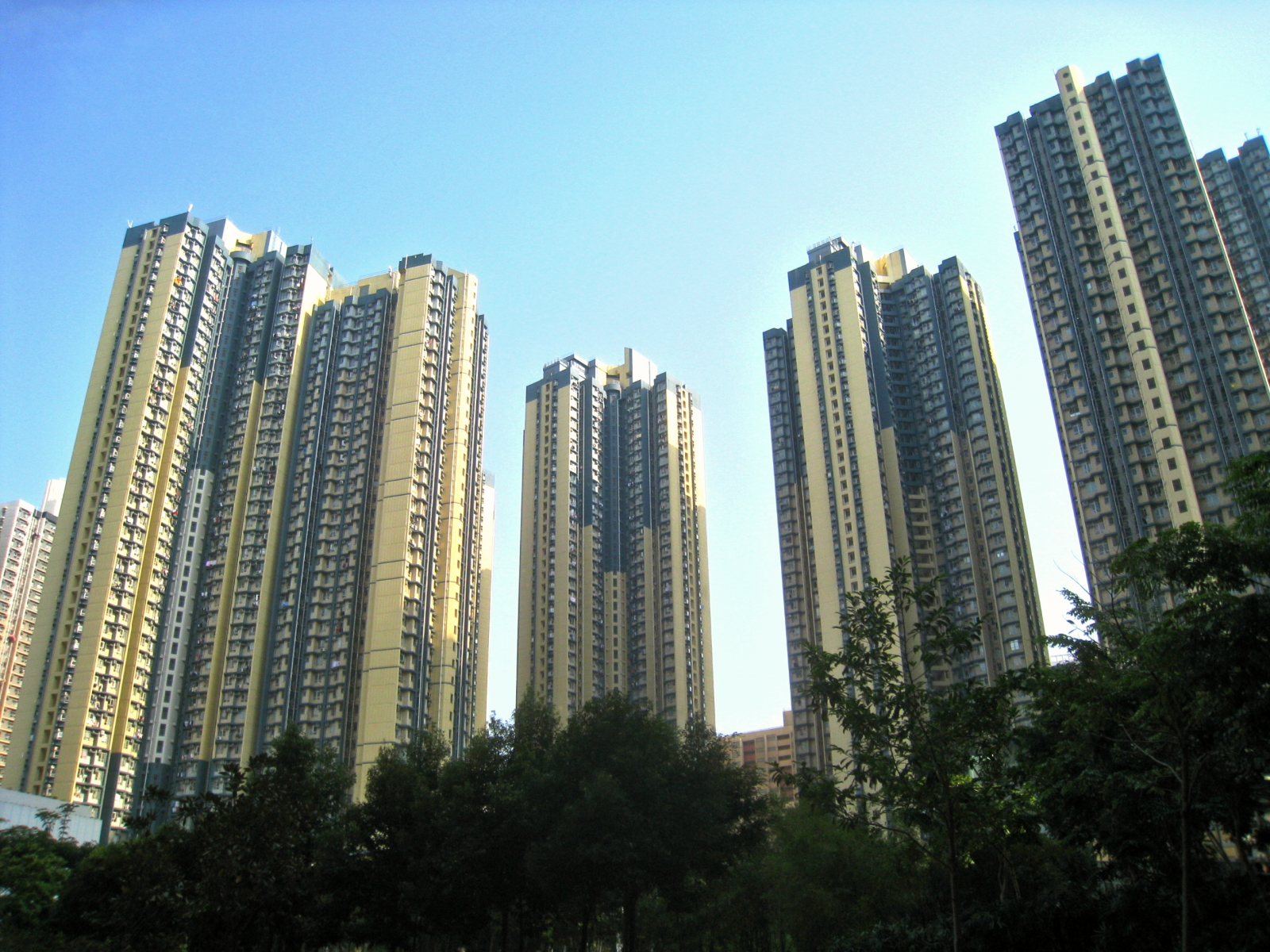
葵涌邨的新和諧一型大廈和新和諧附翼大廈五型
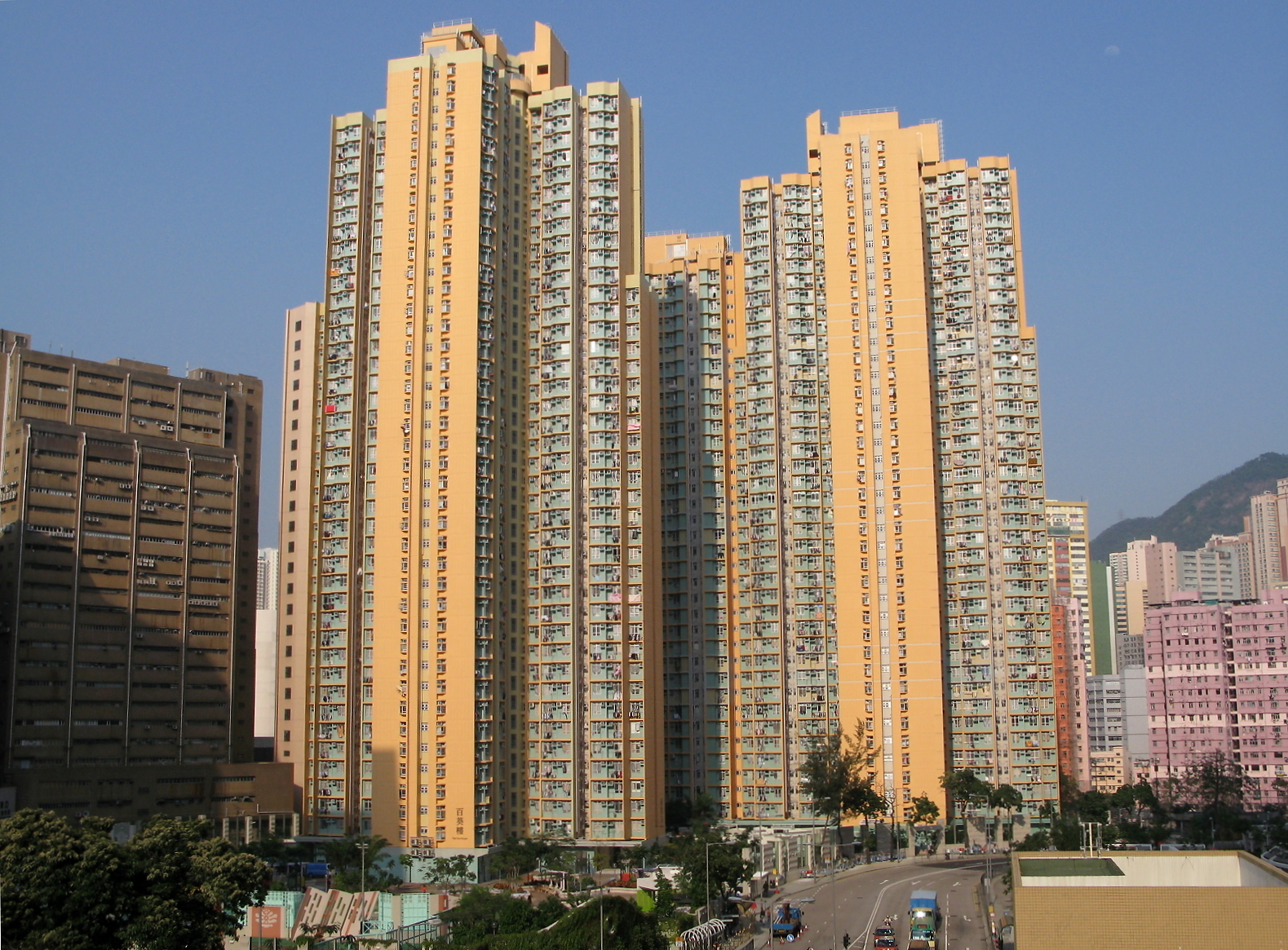
葵涌邨的新和諧一型大廈和新和諧附翼大廈五型，兩座新和諧一型大廈均採用了非標準的退台式設計
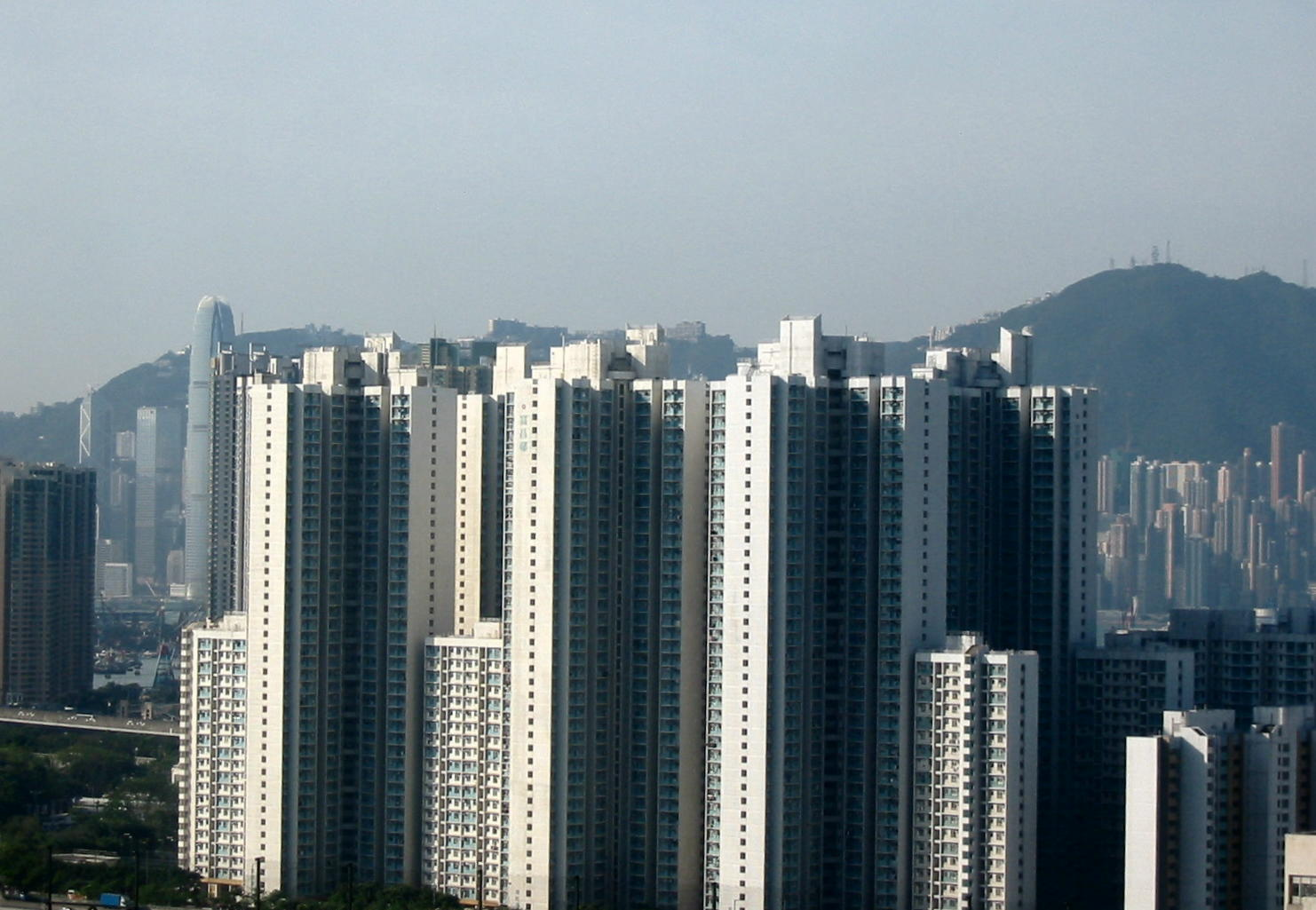
富昌邨較高的是和諧一型，旁邊相連較矮樓宇為新和諧附翼大廈
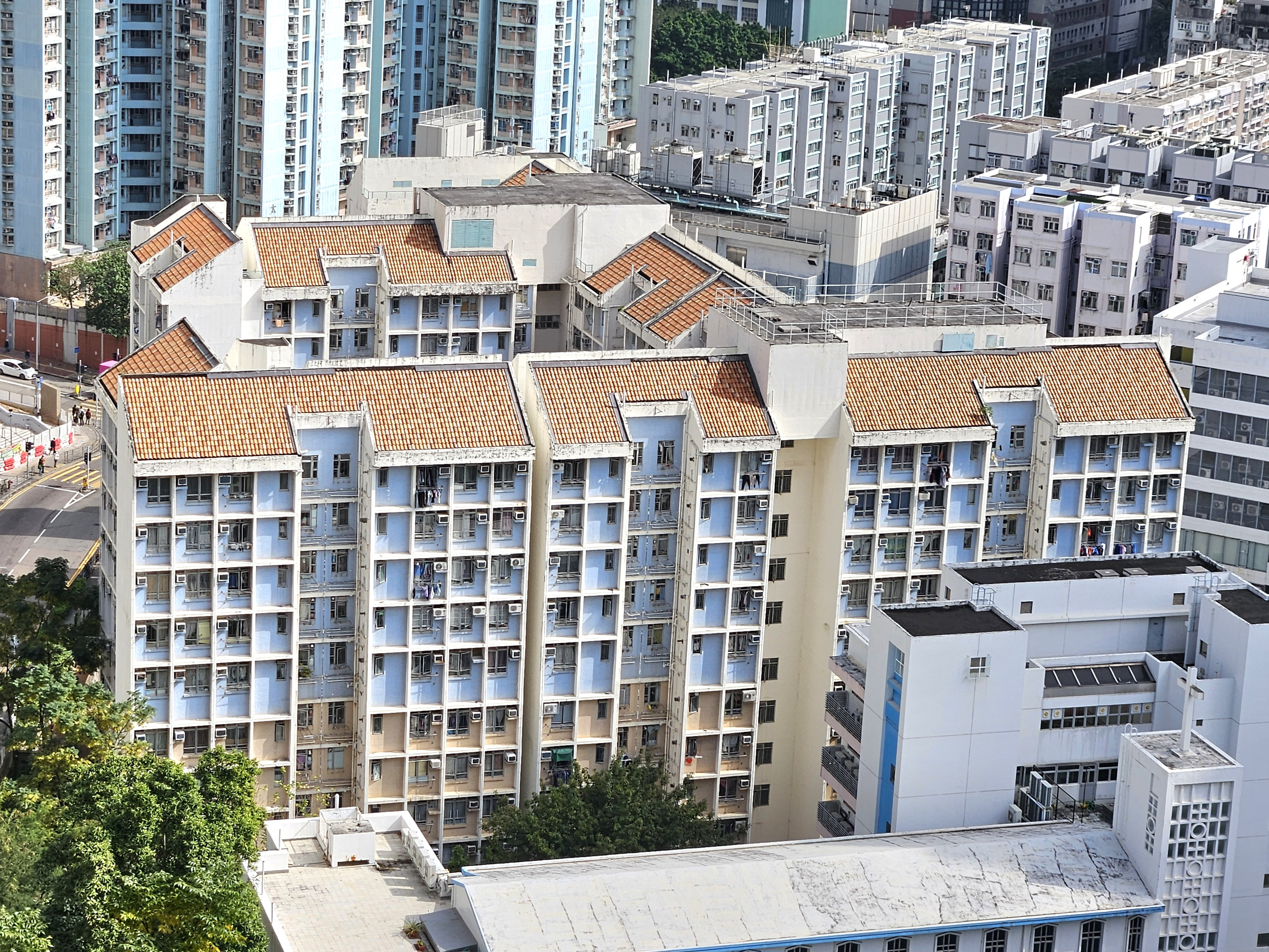
白田邨的小型單位大廈—白田邨安田樓
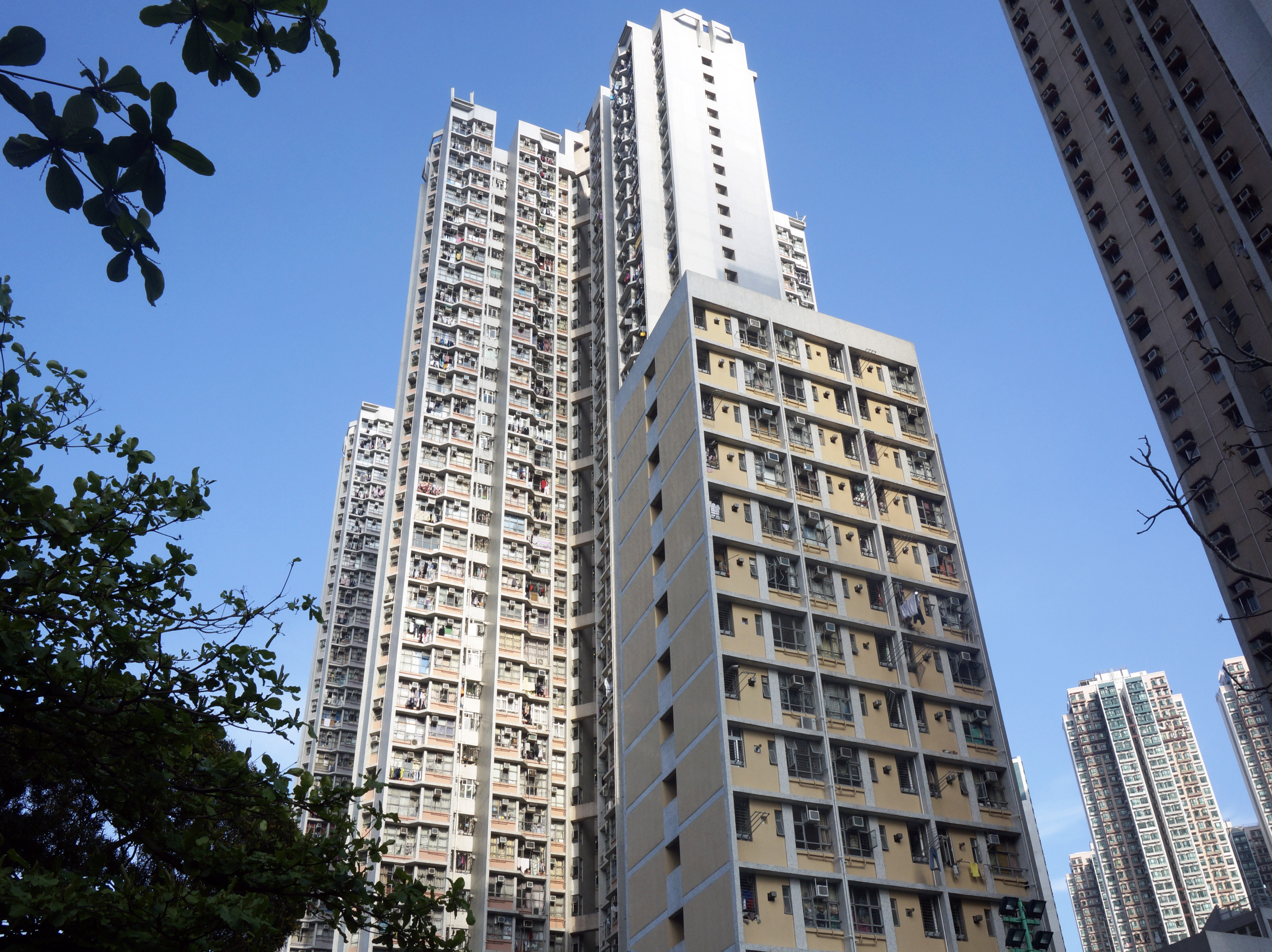
厚德邨的和諧附翼大廈，與後方較高的和諧一型大廈完全相連
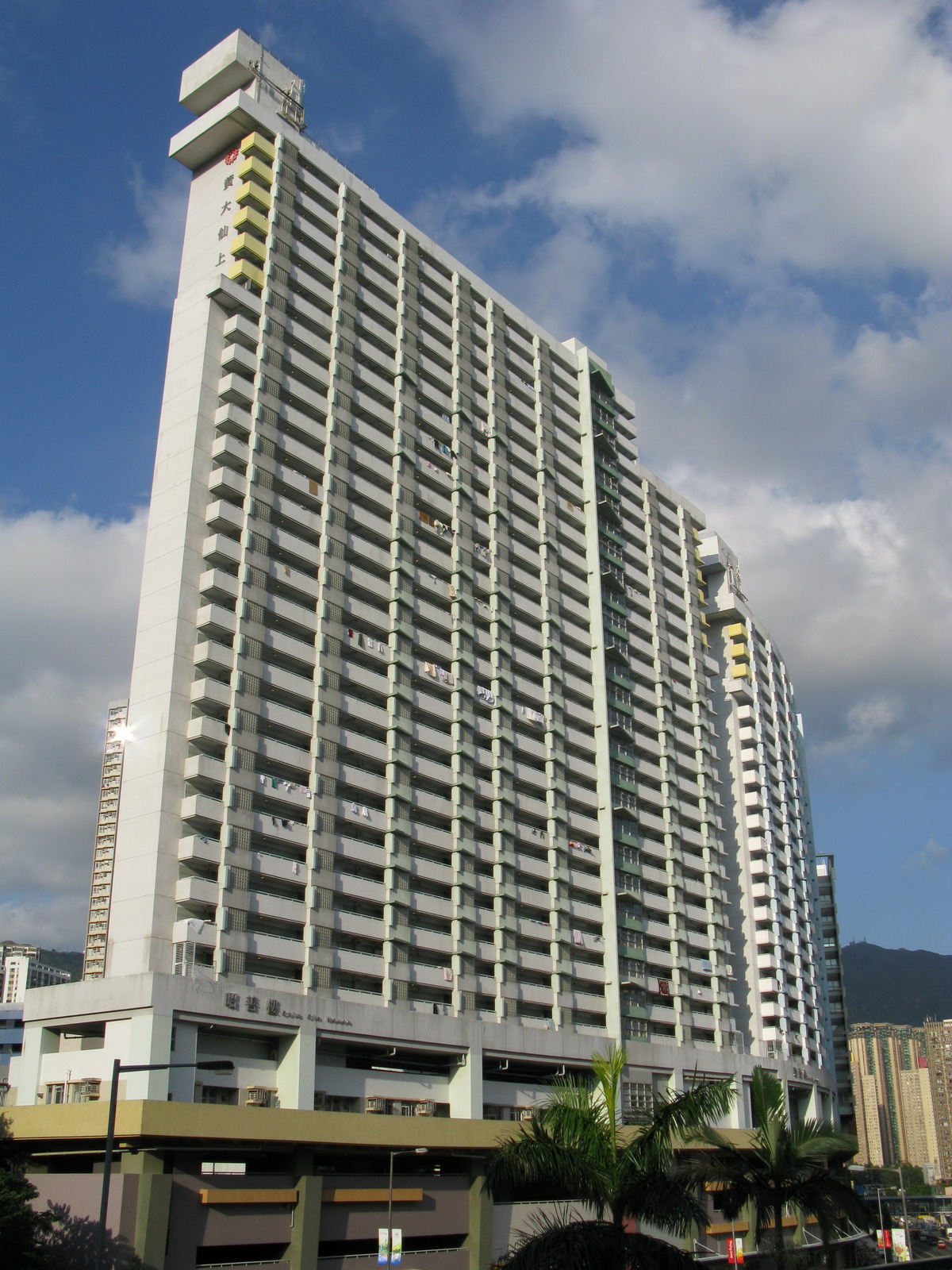
黃大仙上邨昭善樓為單方向大廈設計，避開旁邊的交通要道及噪音源龍翔道
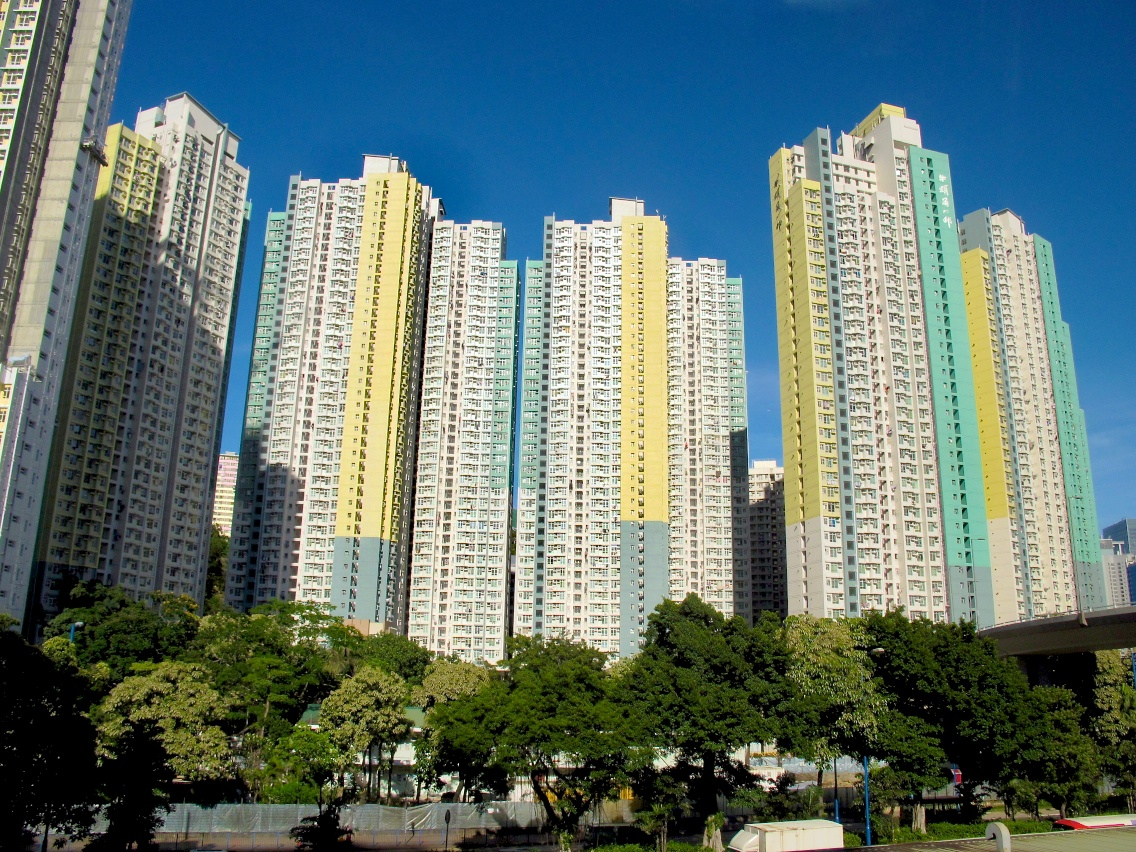
牛頭角上邨的特殊設計新和諧式大廈
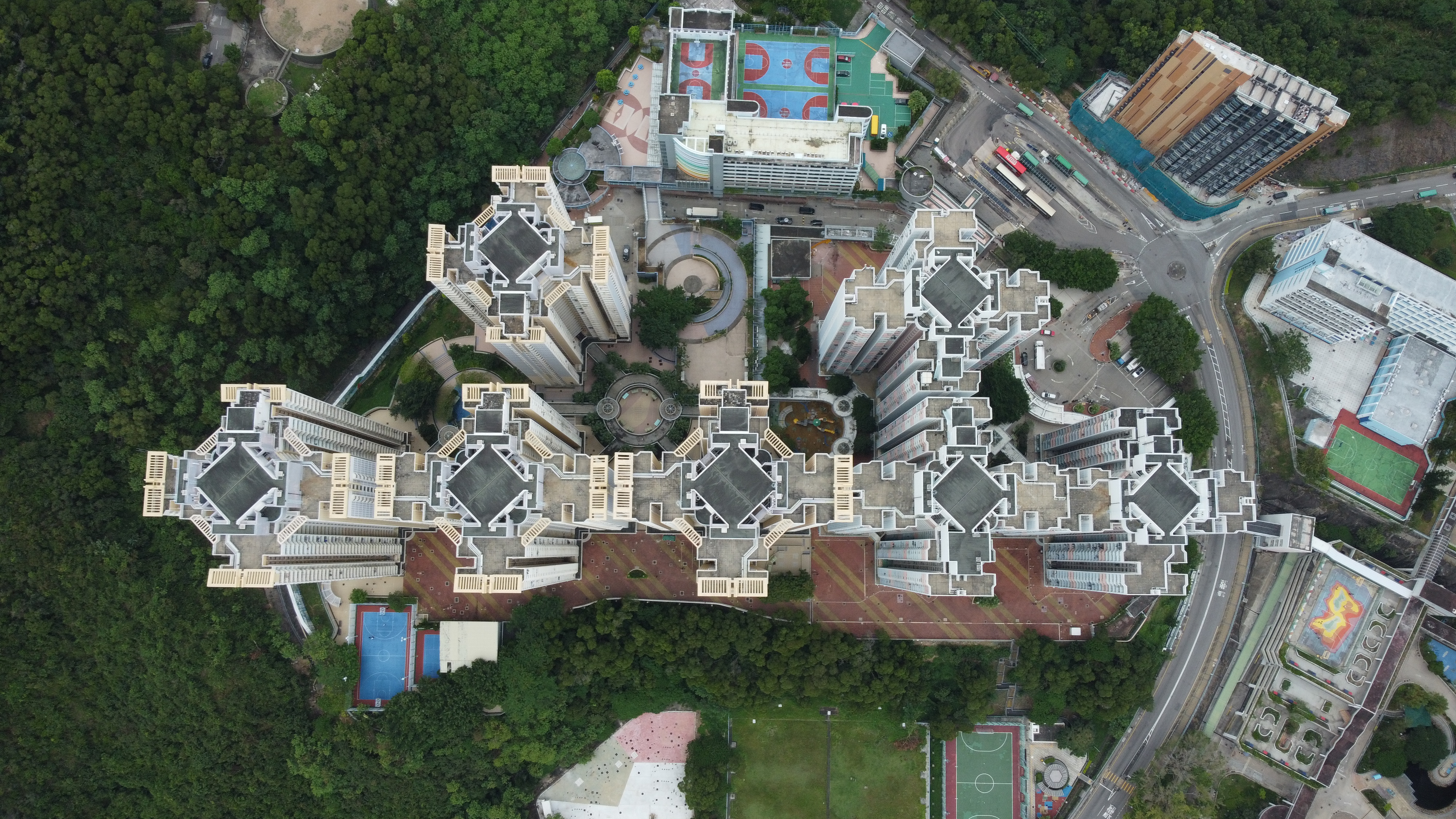
長宏邨的和諧一型（右方三座）及新和諧一型（左方四座）大廈
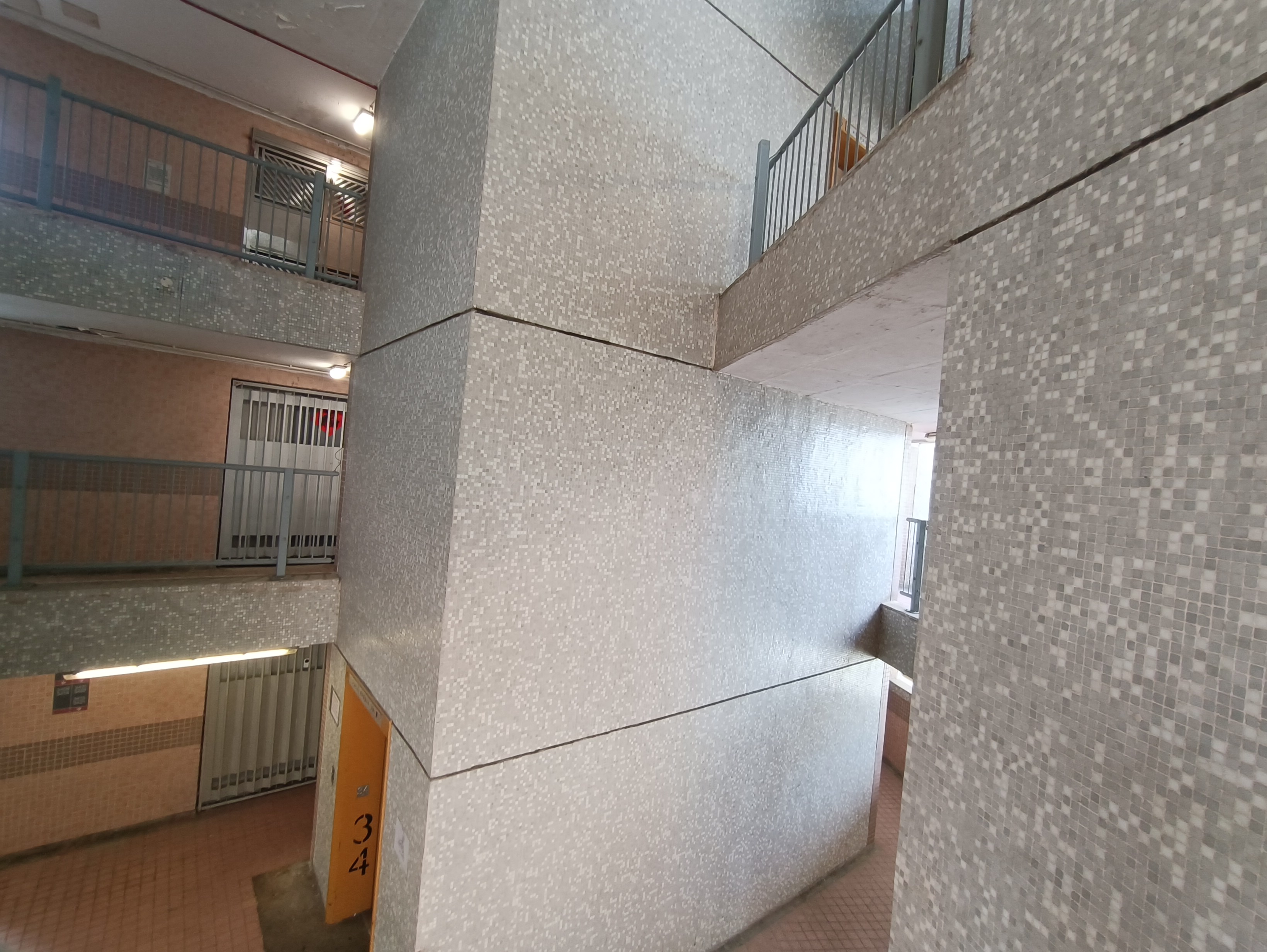
中空設計的升降機大堂是和諧二型的特色之一（攝於長亨邨亨俊樓）
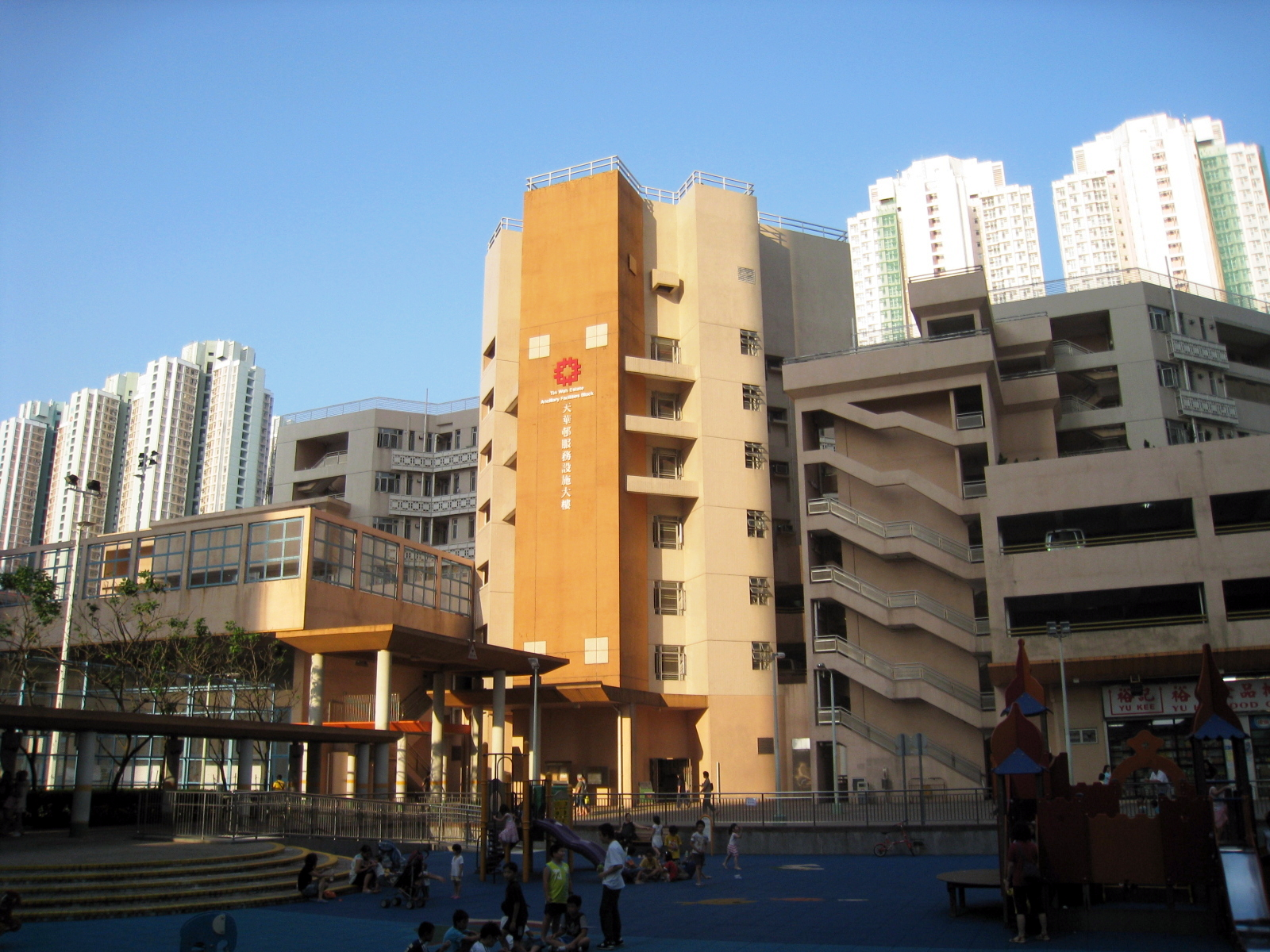
天華邨服務設施大樓，可見設於停車場上蓋的二型長者住屋大廈
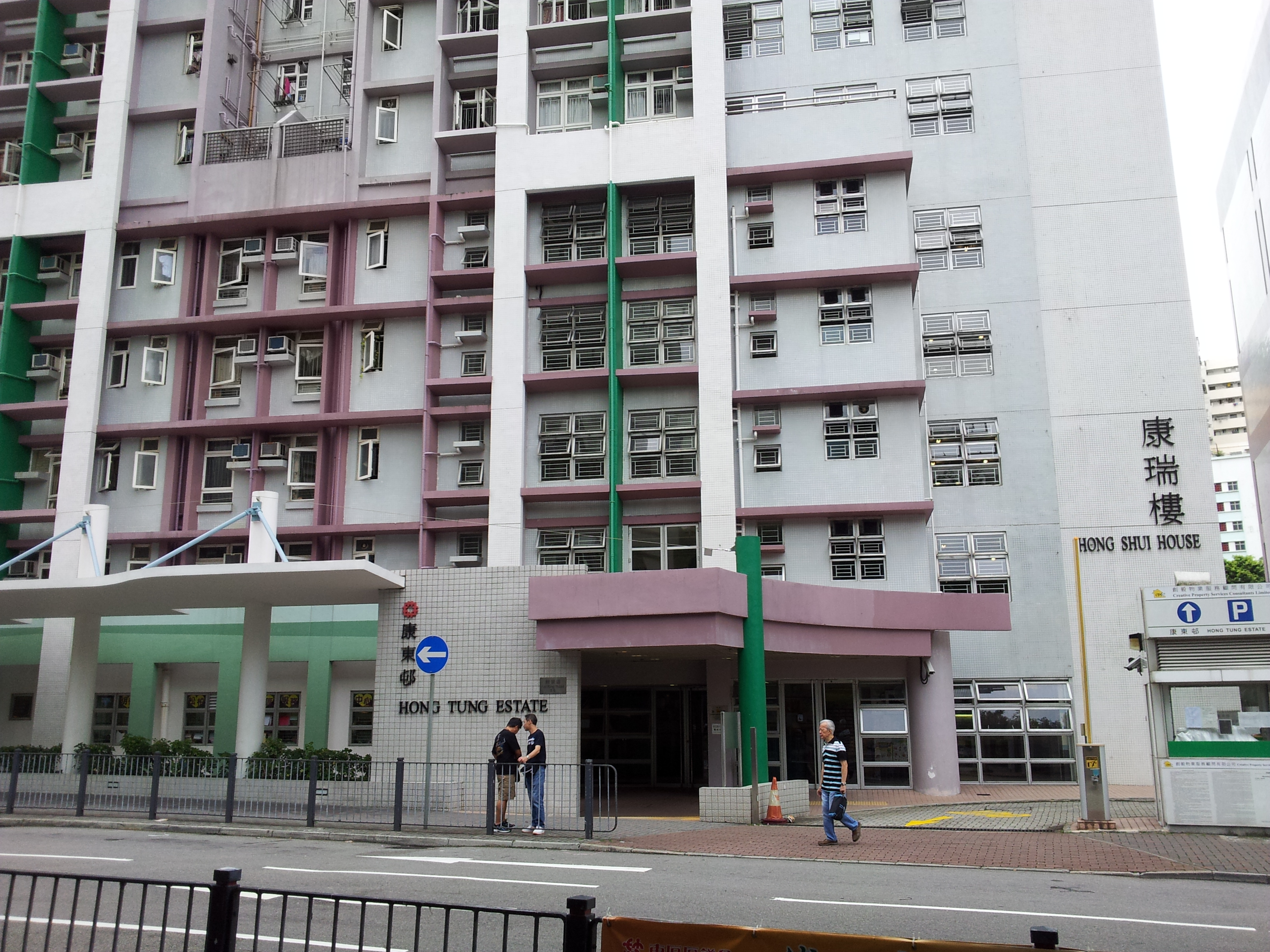
設於康東邨康瑞樓低層的三型長者住屋，可見間隔與樓上的小型單位有分別

## 擁有和諧式大廈的公共屋邨及居屋屋苑
註：*為帶有和諧式單位／新和諧式單位設計的小型單位大廈；由於屋邨的興建時期與和諧式大廈採用時期不合或其他因素，中西區、灣仔區以及大埔區均沒有和諧式大廈。
| 所屬地區 | 屋邨名稱         | 型號（數量） | 型號（數量） | 型號（數量） | 型號（數量） | 型號（數量） | 型號（數量） | 型號（數量）  | 型號（數量） | 型號（數量） | 型號（數量）  | 落成年份                             |
| 所屬地區 | 屋邨名稱         | 一型         | 1A型         | 二型         | 三型         | 鄉村式       | 單向設計     | 附翼／ 新附翼 | 新一型       | 特別設計     | 小型單位大廈* | 落成年份                             |
| 東區     | 小西灣邨         | 3            | -            | -            | -            | -            | -            | -             | -            | -            | -             | 1993年                               |
| 東區     | 耀東邨           | 4            | -            | -            | 7            | -            | -            | 3             | -            | -            | -             | 1994年                               |
| 東區     | 興東邨           | 3            | -            | -            | -            | -            | -            | -             | -            | -            | -             | 1996年                               |
| 東區     | 興華（一）邨     | 3            | -            | -            | -            | -            | -            | -             | -            | -            | -             | 1999年                               |
| 東區     | 愛東邨           | 3            | -            | -            | -            | -            | -            | 2             | -            | -            | 2             | 2000年、2005年                       |
| 東區     | 佳翠苑           | 2            | -            | -            | -            | -            | -            | -             | -            | -            | -             | 1993年                               |
| 東區     | 東駿苑           | 2            | -            | -            | -            | -            | -            | -             | -            | -            | -             | 1994年                               |
| 東區     | 東熹苑           | 4            | -            | -            | -            | -            | -            | -             | -            | -            | -             | 1995年                               |
| 東區     | 東霖苑           | 1            | -            | -            | -            | -            | -            | -             | -            | -            | -             | 1997年                               |
| 東區     | 東欣苑           | 1            | -            | -            | 1            | -            | -            | -             | -            | -            | -             | 1998年                               |
| 南區     | 田灣邨           | 4            | -            | -            | -            | -            | -            | -             | -            | -            | -             | 1997年                               |
| 南區     | 馬坑邨           | -            | -            | -            | -            | 5            | -            | -             | -            | -            | -             | 1993年                               |
| 南區     | 石排灣邨         | -            | -            | -            | -            | -            | 1            | 1             | 5            | -            | 1             | 2005年                               |
| 南區     | 龍欣苑           | -            | -            | -            | -            | 2            | -            | -             | -            | -            | -             | 1993年                               |
| 南區     | 龍德苑           | -            | -            | -            | -            | 4            | -            | -             | -            | -            | -             | 2000年                               |
| 油尖旺區 | 海富苑           | 3            | -            | -            | -            | -            | -            | -             | 1            | -            | 1             | 1999年、2004年                       |
| 深水埗區 | 幸福邨           | 1            | -            | -            | -            | -            | -            | 3             | -            | 1            | 1             | 2000年                               |
| 深水埗區 | 富昌邨           | 6            | -            | -            | -            | -            | 3            | 6             | -            | -            | 3             | 2001-2002年                          |
| 深水埗區 | 白田邨           | 2            | 1            | -            | 4            | -            | -            | 2             | 2            | -            | 1             | 1993年、1997-1998年、 2000年、2004年 |
| 深水埗區 | 元州邨           | 3            | -            | -            | -            | -            | 1            | -             | 4            | -            | 1             | 1998年、1999年、2008年               |
| 深水埗區 | 麗安邨           | -            | 5            | -            | -            | -            | -            | -             | -            | -            | -             | 1993年                               |
| 深水埗區 | 怡靖苑           | -            | 3            | -            | -            | -            | -            | -             | -            | -            | -             | 1993年                               |
| 九龍城區 | 何文田邨         | 5            | -            | -            | 2            | -            | -            | -             | -            | -            | 2             | 1998年、2000年                       |
| 九龍城區 | 紅磡邨           | -            | -            | -            | 1            | -            | -            | -             | -            | -            | 1             | 1999年                               |
| 九龍城區 | 冠暉苑           | -            | -            | -            | 1            | -            | -            | -             | -            | -            | -             | 1999年                               |
| 九龍城區 | 冠熹苑           | 1            | -            | -            | -            | -            | -            | -             | -            | -            | -             | 2000年                               |
| 黃大仙區 | 彩輝邨           | 2            | -            | -            | -            | -            | -            | -             | -            | -            | -             | 1995年                               |
| 黃大仙區 | 黃大仙上邨       | 4            | -            | -            | -            | -            | 3            | 1             | -            | -            | -             | 2000年                               |
| 黃大仙區 | 黃大仙下（二）邨 | -            | -            | -            | 7            | -            | -            | -             | -            | -            | -             | 1995年                               |
| 黃大仙區 | 慈正邨           | 8            | -            | -            | 2            | -            | -            | 6             | -            | -            | -             | 1993年                               |
| 黃大仙區 | 慈樂邨           | 6            | -            | -            | 3            | -            | -            | -             | -            | -            | 1             | 1995年、2004年                       |
| 黃大仙區 | 慈民邨           | 3            | -            | -            | -            | -            | -            | -             | -            | -            | -             | 1994年                               |
| 黃大仙區 | 橫頭磡邨         | -            | -            | -            | 4            | -            | -            | -             | -            | -            | -             | 1994年                               |
| 黃大仙區 | 樂富邨           | -            | 4            | -            | -            | -            | -            | 1             | -            | -            | -             | 1995年                               |
| 黃大仙區 | 康強苑           | 1            | -            | -            | -            | -            | -            | -             | -            | -            | -             | 2001年                               |
| 黃大仙區 | 慈安苑           | 1            | -            | -            | 1            | -            | -            | -             | -            | -            | -             | 1994年                               |
| 黃大仙區 | 彩峰苑           | 1            | -            | -            | -            | -            | -            | -             | -            | -            | -             | 1997年                               |
| 觀塘區   | 啟田邨           | 3            | -            | -            | -            | -            | -            | -             | -            | -            | -             | 1997年                               |
| 觀塘區   | 高怡邨           | 2            | -            | -            | -            | -            | -            | -             | -            | -            | -             | 1994年                               |
| 觀塘區   | 廣田邨           | 3            | -            | -            | 1            | -            | -            | -             | -            | -            | -             | 1992年                               |
| 觀塘區   | 鯉魚門邨         | 3            | -            | -            | -            | -            | -            | -             | 1            | -            | -             | 2002年                               |
| 觀塘區   | 平田邨           | 7            | -            | -            | -            | -            | -            | 1             | -            | -            | -             | 1997年                               |
| 觀塘區   | 寶達邨           | 6            | -            | -            | -            | -            | 1            | -             | -            | -            | 1             | 2001-2002年                          |
| 觀塘區   | 秀茂坪邨         | 11           | -            | 2            | 2            | -            | 1            | 1             | -            | -            | -             | 1993年、1995年、2001年               |
| 觀塘區   | 秀茂坪南邨       | -            | -            | -            | -            | -            | -            | -             | 5            | -            | -             | 2009年                               |
| 觀塘區   | 牛頭角上邨       | 2            | -            | -            | -            | -            | 1            | 1             | -            | 6            | -             | 2003年、2009年                       |
| 觀塘區   | 油塘邨           | 4            | -            | -            | -            | -            | -            | -             | -            | -            | -             | 2000年                               |
| 觀塘區   | 翠屏（北）邨     | -            | -            | -            | -            | -            | -            | -             | -            | -            | 1             | 1998年                               |
| 觀塘區   | 翠屏（南）邨     | -            | -            | 4            | -            | -            | -            | -             | -            | -            | -             | 1996年                               |
| 觀塘區   | 彩盈邨           | -            | -            | -            | -            | -            | -            | -             | 5            | -            | -             | 2008年                               |
| 觀塘區   | 油麗邨           | -            | -            | -            | -            | -            | -            | -             | 2            | -            | -             | 2008年                               |
| 觀塘區   | 曉麗苑           | 8            | -            | -            | -            | -            | -            | -             | -            | -            | -             | 1997年                               |
| 觀塘區   | 康雅苑           | 3            | -            | -            | -            | -            | -            | -             | -            | -            | -             | 1993年                               |
| 觀塘區   | 高俊苑           | -            | 5            | -            | -            | -            | -            | -             | -            | -            | -             | 1995年                               |
| 葵青區   | 華荔邨           | 2            | -            | -            | -            | -            | -            | -             | -            | -            | -             | 2001年                               |
| 葵青區   | 長宏邨           | 3            | -            | -            | -            | -            | -            | -             | 4            | -            | -             | 2001年                               |
| 葵青區   | 葵涌邨           | 3            | -            | -            | -            | -            | 1            | 5             | 12           | -            | -             | 1997年、2000年、2005年、2008年       |
| 葵青區   | 葵芳邨           | 3            | -            | -            | 1            | -            | 1            | -             | -            | -            | 1             | 1996年                               |
| 葵青區   | 葵盛東邨         | 5            | -            | -            | 2            | -            | -            | 3             | -            | -            | 1             | 1993年、1997-1999年、2003年          |
| 葵青區   | 安蔭邨           | 8            | -            | -            | -            | -            | -            | 1             | -            | -            | -             | 1994-1995年                          |
| 葵青區   | 石籬（一）邨     | 2            | -            | -            | -            | -            | -            | -             | -            | -            | -             | 1994年、1997年                       |
| 葵青區   | 石籬（二）邨     | 6            | -            | -            | 1            | -            | -            | -             | 2            | -            | 2             | 1995年、2000-2002年、2007年          |
| 葵青區   | 石蔭邨           | 2            | -            | -            | -            | -            | 1            | -             | -            | -            | -             | 2000年                               |
| 葵青區   | 石蔭東邨         | 3            | -            | -            | -            | -            | -            | 1             | -            | -            | -             | 1996年                               |
| 葵青區   | 大窩口邨         | 3            | -            | -            | -            | -            | -            | 1             | -            | -            | -             | 1993年                               |
| 葵青區   | 長亨邨           | -            | -            | 2            | -            | -            | -            | 1             | -            | -            | -             | 1993年                               |
| 葵青區   | 荔欣苑           | 3            | -            | -            | -            | -            | -            | -             | -            | -            | -             | 2001年                               |
| 荃灣區   | 梨木樹（一）邨   | 3            | -            | -            | -            | -            | -            | -             | -            | -            | -             | 1999年                               |
| 荃灣區   | 梨木樹（二）邨   | 1            | -            | -            | -            | -            | 1            | -             | -            | -            | -             | 1996年                               |
| 荃灣區   | 梨木樹邨         | -            | -            | -            | -            | -            | -            | 1             | 4            | -            | 1             | 2005年                               |
| 屯門區   | 富泰邨           | 3            | -            | -            | -            | -            | 1            | 2             | -            | -            | -             | 2000年                               |
| 元朗區   | 水邊圍邨         | -            | -            | -            | -            | -            | -            | -             | -            | -            | 1             | 1998年                               |
| 元朗區   | 天澤邨           | 5            | -            | -            | -            | -            | -            | -             | -            | -            | -             | 2001年                               |
| 元朗區   | 天恆邨           | 3            | -            | -            | -            | -            | -            | -             | -            | -            | -             | 2001年                               |
| 元朗區   | 天瑞（一）邨     | 5            | -            | 2            | -            | -            | -            | -             | -            | -            | -             | 1993年                               |
| 元朗區   | 天瑞（二）邨     | 3            | -            | 2            | -            | -            | -            | -             | -            | -            | -             | 1993年                               |
| 元朗區   | 天慈邨           | 4            | -            | -            | -            | -            | -            | 2             | -            | -            | -             | 1997年                               |
| 元朗區   | 天耀（一）邨     | -            | -            | 1            | -            | -            | -            | -             | -            | -            | -             | 1993年                               |
| 元朗區   | 天耀（二）邨     | -            | -            | 6            | -            | -            | -            | -             | -            | -            | -             | 1993年                               |
| 元朗區   | 天悅邨           | 5            | -            | -            | -            | -            | -            | -             | -            | -            | -             | 2000年                               |
| 元朗區   | 天華邨           | 4            | -            | -            | -            | -            | 2            | 1             | -            | -            | -             | 1999年                               |
| 元朗區   | 天盛苑           | 4            | -            | -            | -            | -            | -            | -             | -            | -            | -             | 1999年                               |
| 元朗區   | 天麗苑           | 1            | -            | -            | -            | -            | -            | -             | -            | -            | -             | 1997年                               |
| 元朗區   | 天愛苑           | 2            | -            | -            | -            | -            | -            | -             | -            | -            | -             | 1993年                               |
| 元朗區   | 天祐苑           | 3            | -            | -            | -            | -            | -            | -             | -            | -            | -             | 1992年                               |
| 元朗區   | 天頌苑           | 4            | -            | -            | -            | -            | -            | -             | -            | -            | -             | 2000年                               |
| 北區     | 嘉福邨           | 2            | -            | -            | 1            | -            | -            | 1             | -            | -            | -             | 1994年                               |
| 北區     | 華心邨           | 2            | -            | -            | -            | -            | -            | 1             | -            | -            | -             | 1995年                               |
| 北區     | 清河邨           | -            | -            | -            | -            | -            | -            | 2             | 8            | -            | -             | 2007年                               |
| 北區     | 雍盛苑           | 3            | -            | -            | -            | -            | -            | 3             | -            | -            | -             | 2000年                               |
| 北區     | 嘉盛苑           | 4            | -            | -            | -            | -            | -            | -             | -            | -            | -             | 1995年                               |
| 北區     | 景盛苑           | 4            | -            | -            | -            | -            | -            | -             | -            | -            | -             | 1996年                               |
| 沙田區   | 利安邨           | -            | -            | 5            | -            | -            | -            | -             | -            | -            | -             | 1993年                               |
| 沙田區   | 頌安邨           | -            | -            | 3            | -            | -            | 1            | -             | -            | -            | 1             | 1996年                               |
| 沙田區   | 顯耀邨           | -            | -            | -            | -            | -            | -            | -             | 1            | -            | -             | 2005年                               |
| 沙田區   | 美田邨           | -            | -            | -            | -            | -            | -            | -             | 7            | -            | -             | 2006年                               |
| 沙田區   | 錦豐苑           | 7            | -            | 2            | -            | -            | -            | -             | -            | -            | -             | 1997年、2002年                       |
| 沙田區   | 碩門邨           | -            | -            | -            | -            | -            | -            | 2             | 2            | -            | -             | 2009年                               |
| 西貢區   | 厚德邨           | 6            | -            | -            | -            | -            | -            | 1             | -            | -            | -             | 1994年                               |
| 西貢區   | 明德邨           | 2            | -            | -            | -            | -            | -            | -             | -            | -            | -             | 1996年                               |
| 西貢區   | 尚德邨           | 7            | -            | -            | -            | -            | -            | 1             | -            | -            | 1             | 1998年                               |
| 西貢區   | 健明邨           | -            | -            | -            | -            | -            | -            | 2             | 8            | -            | -             | 2003年                               |
| 西貢區   | 顯明苑           | 1            | -            | -            | -            | -            | -            | -             | -            | -            | -             | 1996年                               |
| 西貢區   | 廣明苑           | 7            | -            | -            | -            | -            | -            | -             | -            | -            | -             | 1998年                               |
| 西貢區   | 和明苑           | 2            | -            | -            | -            | -            | -            | -             | -            | -            | -             | 1999年                               |
| 西貢區   | 寶明苑           | 2            | -            | -            | -            | -            | -            | -             | -            | -            | -             | 1998年                               |
| 西貢區   | 唐明苑           | 3            | -            | -            | -            | -            | -            | -             | -            | -            | -             | 1999年                               |
| 西貢區   | 煜明苑           | 3            | -            | -            | -            | -            | -            | -             | -            | -            | -             | 1996年                               |
| 西貢區   | 彩明苑           | 3            | -            | -            | -            | -            | -            | -             | -            | -            | -             | 2001年                               |
| 離島區   | 富東邨           | 3            | -            | -            | -            | -            | -            | -             | -            | -            | -             | 1997年                               |
| 離島區   | 逸東（一）邨     | 3            | -            | -            | -            | -            | -            | -             | -            | -            | -             | 2001年                               |
| 離島區   | 逸東（二）邨     | -            | -            | -            | -            | -            | -            | 1             | 3            | -            | -             | 2005年                               |
| 離島區   | 金坪邨           | -            | -            | -            | -            | 1            | -            | -             | -            | -            | -             | 1996年                               |
| 離島區   | 裕東苑           | 5            | -            | -            | -            | -            | -            | -             | -            | -            | -             | 1997年                               |
| 離島區   | 坪麗苑           | -            | -            | -            | -            | 1            | -            | -             | -            | -            | -             | 1996年                               |
| 離島區   | 雅寧苑           | -            | -            | -            | -            | 3            | -            | -             | -            | -            | -             | 2001年                               |
| 合計     | 合計             | 一型         | 1A型         | 二型         | 三型         | 鄉村式       | 單向設計     | 附翼／ 新附翼 | 新一型       | 特別設計     | 小型單位大廈* | 總數：577                            |
| 合計     | 合計             | 293          | 18           | 29           | 41           | 16           | 19           | 60            | 76           | 7            | 18            | 總數：577                            |

## 已經規劃好但沒有興建的和諧式大廈
| 所屬地區 | 項目名稱       | 型號（數量）              | 型號（數量）              | 型號（數量）              | 型號（數量）              | 型號（數量）              | 型號（數量）              | 現況 |
| -------- | -------------- | ------------------------- | ------------------------- | ------------------------- | ------------------------- | ------------------------- | ------------------------- | --- |
| 所屬地區 | 項目名稱       | 和諧一型                  | 和諧二型                  | 和諧三型                  | 新和諧一型                | 單向設計                  | 特別設計                  | 現況 |
| 中西區   | 青洲發展計劃   | 6                         | 3                         | 7                         | -                         | -                         | -                         | 相關填海計劃已擱置 |
| 觀塘區   | 秀茂坪邨       | -                         | 舊方案：8                 | 舊方案：1                 | -                         | -                         | -                         | 未興建的和諧二、三型，均改為興建和諧一型，樓宇已建成 |
| 觀塘區   | 秀茂坪邨       | -                         | -                         | -                         | 新方案：1                 | -                         | -                         | 與第10期用地用途對調，現址為秀明道公園 |
| 觀塘區   | 曉麗苑         | 1                         | -                         | -                         | -                         | -                         | -                         | 略為更改樓宇佈局，減少一幢樓宇 |
| 觀塘區   | 藍田邨         | -                         | 舊方案：4                 | -                         | -                         | -                         | -                         | 第七、八期曾擬改為興建居屋及改用靈活性大廈，後改回公屋並改用新和諧一型，最後再改用非標準設計大廈（十字型），樓宇已建成 第十期於擱置多年後重啟，直接改用非標準設計大廈 |
| 觀塘區   | 藍田邨         | -                         | -                         | -                         | 新方案：4                 | -                         | 新方案：1                 | 第七、八期曾擬改為興建居屋及改用靈活性大廈，後改回公屋並改用新和諧一型，最後再改用非標準設計大廈（十字型），樓宇已建成 第十期於擱置多年後重啟，直接改用非標準設計大廈 |
| 九龍城區 | 何文田邨       | 舊方案：6 （第三代後期）  | -                         | -                         | -                         | -                         | -                         | 改作私人住宅發展，現址為One Homantin及晧畋 |
| 九龍城區 | 何文田邨       | -                         | -                         | -                         | 新方案：1（第六款）       | -                         | 新方案：3                 | 改作私人住宅發展，現址為One Homantin及晧畋 |
| 九龍城區 | 紅磡灣填海計劃 | -                         | 5                         | -                         | -                         | -                         | -                         | 改作私人機構參建居屋發展（即紅灣半島，現為海濱南岸） |
| 黃大仙區 | 東匯邨第一期   | -                         | -                         | -                         | -                         | -                         | 3                         | 改用非標準設計大廈，樓宇已建成 |
| 黃大仙區 | 慈樂邨         | -                         | -                         | 3                         | -                         | -                         | -                         | 改用和諧一型大廈，樓宇已建成 |
| 黃大仙區 | 慈正邨         | -                         | -                         | 2                         | -                         | -                         | -                         | 改為興建服務設計大樓及停車場，樓宇已建成 |
| 沙田區   | 錦泰苑         | -                         | -                         | -                         | -                         | 4                         | -                         | 改用非統型單向康和式大廈，樓宇已建成 |
| 沙田區   | 愉翠苑         | -                         | -                         | -                         | -                         | 2                         | -                         | 改用統型單向康和式大廈，樓宇已建成 |
| 荃灣區   | 荃灣第104A區   | -                         | -                         | -                         | 5                         | -                         | -                         | 相關填海計劃已擱置 |
| 合計     | 合計           | 59（舊方案） 45（新方案） | 59（舊方案） 45（新方案） | 59（舊方案） 45（新方案） | 59（舊方案） 45（新方案） | 59（舊方案） 45（新方案） | 59（舊方案） 45（新方案） | |

## 批評
早期和諧式大廈的曬衣設備設置在廚房窗外，本意乃因該處位於大廈的凹位，遠離地面行人通道，可減少衣物從高處墮下所引致的意外。然而，正因該處位於大廈的凹位，令陽光照射的時間不多，而且鄰居的廚房油煙更容易把衣服弄污。故此有些住戶違規在客廳窗外設置曬衣架，或把衣服、被褥放在附近的公園、球場曬晾。因此房委會決定把新和諧式大廈的曬衣設備改設於浴室外牆。有見原裝曬衣設備劣評如潮，房委會在興建彩盈邨時，開始更改新樓宇曬衣桿的擺放位置，從廚房變作浴室外牆。又加上輔助設備如晾衣桿；於近年開始為所有和諧式屋邨的客廳窗外加設曬衣杆，但有不少住戶反映其設計有問題，使用非常不便。
再者，早期和諧式出租公屋為住戶提供鐵閘，但和諧式出租公屋鐵閘的設計容易讓人從屋外伸手入屋內開啟鐵閘，曾發生不少爆竊案，即使後來作出設計改良後仍然非常容易讓人從屋外伸手入屋內開啟鐵閘；居民於是在鐵閘加裝設施，以提高防盜效能。因此，房署斥資1500萬改善全港和諧式出租公屋鐵閘，在鐵閘的下半部加裝金屬條將空隙收窄，或在近大閘門鎖位置加裝金屬片遮蓋閘鎖，以防有人可從罅隙伸手扭開門鎖。另外，房委會建築小組於2003年6月通過，今後新建的出租公屋不再為每戶安裝鐵閘，任由居民按規定加設鐵閘，直至2006年石硤尾邨重建第一期開始才重新提供趟閘。
另外，部份和諧式大廈的樓層牌並沒有單位方向指示，令訪客容易走錯方向。

## 改裝過剩的三睡房單位作小型單位
房委會建築小組於2000年2月通過，為增加非長者一人單位供應，而三睡房單位需求持續下降，房委會將10個和諧式及新和諧式設計項目的當中過剩三睡房單位改作小型單位，它們包括長沙灣西（富昌邨）二期、天水圍105區（天澤邨）一期、寶琳路（寶達邨）四期、油塘邨重建第二期、牛頭角上邨重建一期、石籬邨重建第九期、將軍澳73A區（健明邨）一及二期、東涌31區（逸東邨）二期、粉嶺36區（清河邨）二期項目。涉及7座和諧一型、1座和諧3A型、1座SAB單向大廈（和諧3A型組合）、5座新和諧一型大廈。改裝方法有4個：
計劃1：把油塘邨華塘樓的和諧一型第五款大廈的翼尾3B單位分拆作1個1/2P單位及1個2/3P單位。
計劃2：把在和諧一型近電梯大堂的3B單位，分拆作1個1/2P單位及1個1睡房單位。
計劃3：把石籬邨九期的和諧3A型石欣樓在走廊中部的3B單位，分拆作1個1/2P單位及1個1睡房單位。
計劃4：把新和諧一型近電梯大堂的3B單位，分拆作1個1/2P單位及1個1睡房單位。
除以上計劃外，原本用作居屋的健明邨，因興建期間政府明令宣佈「停建居屋」而改為出租公屋用途，當中方案為：將邨內四座樓宇 - 明宇樓、明宙樓、明星樓及明域樓於10樓起近電梯大堂的3B單位，臨時改則分拆為一個1/2P單位及一個1B單位，至於10樓以下則保留為3B單位。

## 外部連結
- 香港房屋委員會及房屋署：標準型大廈樓宇樣本平面圖（页面存档备份，存于）
- 城市大學 Harmony & Concord Blocks-The Most Common Building Design in Hong Kong（页面存档备份，存于）（英文）
- 香港公屋形态 中國房產網
- 香港地方 公屋類型(四)和諧系列（页面存档备份，存于）
- 香港地方 公屋類型(七)和諧一型（页面存档备份，存于）